# Opel Manta
Der Opel Manta ist ein von 1970 bis 1988 gebauter fünfsitziger Pkw der seinerzeit zum US-amerikanischen Automobilkonzern General Motors (GM) gehörenden Adam Opel AG. Einige Ausführungen waren nur viersitzig, zum Beispiel der Manta B GT/E. Der erste Manta (Manta A) kam im September 1970 auf den Markt. Der Wagen war die Coupé-Version der zwei Monate später vorgestellten Limousine Ascona A mit der gleichen Plattform. Mit diesem Coupé mit wassergekühltem Vierzylinder-Frontmotor und Hinterradantrieb konkurrierte Opel mit dem seit Ende 1968 gebauten Ford Capri.
Als im August 1988 der letzte Manta B vom Band lief, war seine Technik mit der aus dem Kadett B von 1967 stammenden Starrachse (Zentralgelenkachse) und den seit 1965 produzierten CIH-Motoren überholt, obwohl er in den letzten Baujahren schon mit ungeregeltem Katalysator und 5-Gang-Getriebe ausgerüstet wurde. Für Opel war der Manta ein Erfolg: Von beiden Modellreihen wurden zusammen 1.056.436 Wagen gebaut.

## Modellgeschichte
Unter dem Arbeitstitel „Projekt 1450“ wurde Ende der 1960er-Jahre bei Opel ein Konkurrenzmodell für den Ende 1968 eingeführten Ford Capri entwickelt. Daraus ging das im September 1970 in Timmendorfer Strand präsentierte Manta-Coupé hervor, dessen Limousinen-Version Ascona zwei Monate später in Turin (Italien) im November 1970 vorgestellt wurde.

### Die Entstehung und der Name Manta

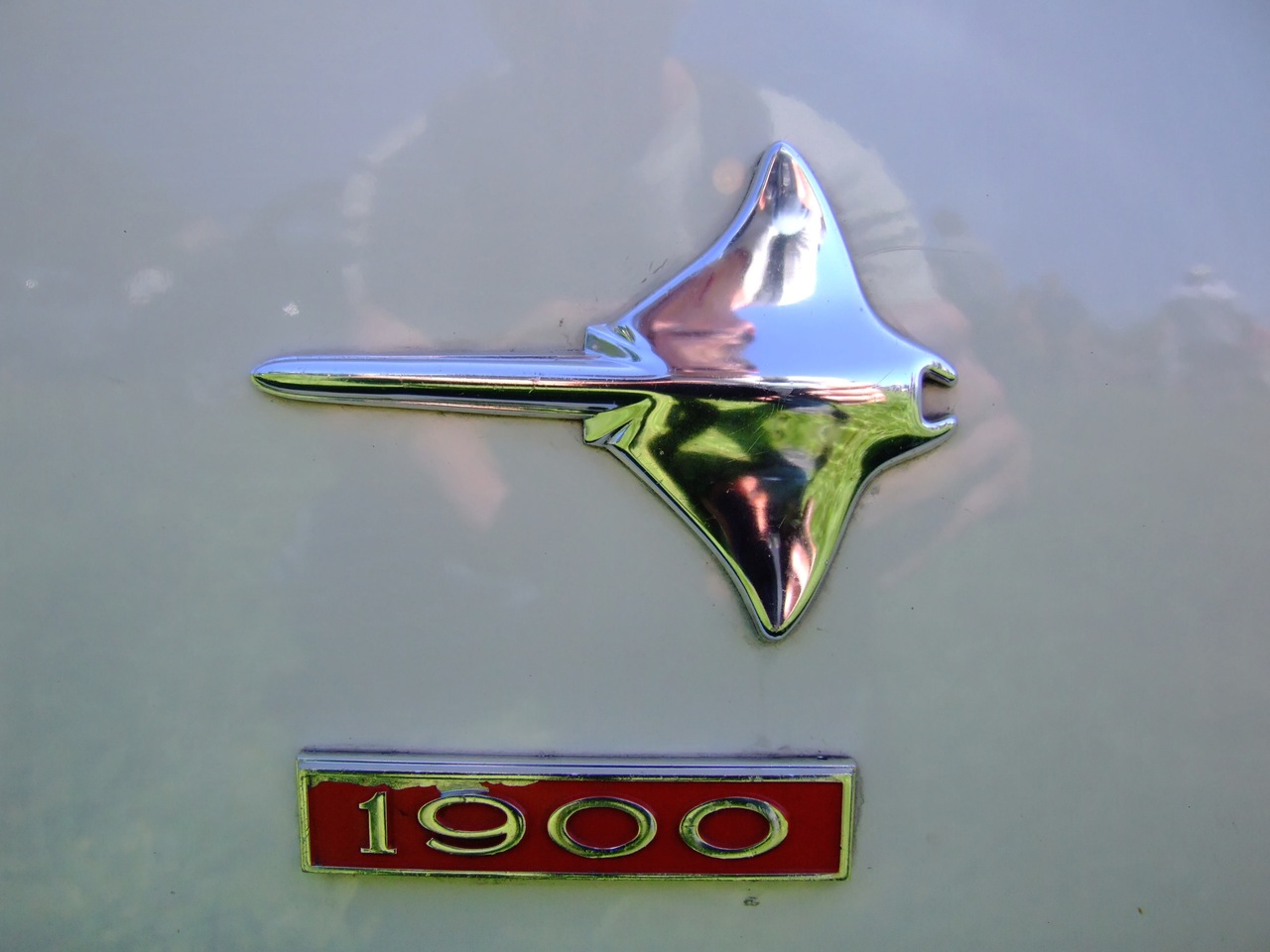
Das Rochen-Emblem am vorderen Kotflügel eines Manta A

Ford begann mit dem Mustang in den USA die Ära der „Pony-Cars“: Das sind Coupés oder Cabrios auf Basis eines (für amerikanische Verhältnisse) kompakten und leichten Mittelklassefahrzeugs, das mit einem relativ leistungsstarken Motor ausgestattet wurde und daher entsprechende Fahrleistungen (insbesondere Beschleunigungswerte) ermöglichte.
Der kompakte und formschöne Mustang auf der Plattform des Falcon war nach seiner Einführung im Frühjahr 1964 in den USA sehr erfolgreich. Diesen Erfolg wollte Ford in Europa wiederholen und entwickelte auf Basis des britischen Cortina ein Coupé mit dem Namen Capri, das sich ab Anfang 1969 ebenfalls gut verkaufte.
Dem Erfolg des Mustangs und des Capri sah General Motors nicht tatenlos zu, und so wurde relativ kurzfristig der im Herbst 1966 vorgestellte Chevrolet Camaro als Antwort auf den Ford Mustang entworfen, während Opels Manta auf den Capri zielte.
Bereits im Herbst 1962 erhielt ein Modell der Chevrolet Corvette den Namen Stingray (Stechrochen). Entsprechend dazu wurde mutmaßlich beim Opel Manta der Mantarochen zum Namensgeber. Tatsächlich ließ sich der mit dem werksinternen Projekt „longnose coupé“ beauftragte Designer George Gallion dabei von Videoaufnahmen und Fotos inspirieren, die Jacques Cousteau im Roten Meer von einem Manta-Rochen gemacht hatte.
Wie die Videoaufnahmen von Cousteau deutlich machten, waren die Tiere mit ihrer vogelflugähnlichen Fortbewegung im Wasser sehr schnell und das Schwingenschlagen mutete kraftvoll-harmonisch an. Die Namensphilosophie schlug sich folglich auch im Opel-Pressetext nieder: „Schließlich tauchte sein Name auf: Manta – der Flügelrochen. In den Eigenschaften dieses Meerestieres sah man eine Verdeutlichung der Aufgabe dieses Opel-Modells im Automobilmarkt. Man erwartet viel vom Manta, dem Automobil, wie immer, wenn Deutschlands zweitgrößter Automobilproduzent einen neuen Wagen vorstellt!“
Und auch in den Prospekten war immer wieder von dieser Namensphilosophie zu lesen. Daher bekamen viele Mantas an den vorderen Kotflügeln ein kleines Manta-Emblem. Damit hatte Opel mit der Namenswahl und der ausführlichen Werbearbeit gleichzeitig Volksbildung betrieben: Der Rochen war populär geworden.

### Zielgruppe
Von Anfang an versuchte die Opel-Werbung, den technisch stark an die Ascona-Limousine angelehnten Manta zum sportlichen Männerauto zu stilisieren.
Die Form mit der niedrigen Gürtellinie, einer langen Motorhaube und kurzem Heck gaben dem Manta ein sportliches Aussehen. Der Wagen folgte damit dem Trend gegen Ende der 1960er-Jahre:
- Sportlich aufgemachte Fahrzeuge mit höheren Leistungen und entsprechendem Fahrverhalten.
- Autos mit höherem Komfort für Fahrer und Beifahrer.
- Individuelle Form, die sich von anderen Fahrzeugen abhob.

Speziell Renault und Fiat hatten schon vorher sportliche Modelle im Angebot, aber die Abarth- oder Gordini-Versionen für den Massenmarkt hatten keine eigenständigen Karosserien, sondern nur stärkere Motoren: Erst mit dem Renault Floride, dem Fiat 850 Coupé und dem Simca 1200 S Coupé wurden auch eigenständige Karosserien angeboten, ein Weg, dem Ford mit dem Capri und Opel mit dem Manta folgte. Anfangs wurde in der Anzeigenwerbung der Manta mit dem Slogan „Manta – entwickelt aus der europäischen Automobil-Tradition“ präsentiert. Später mit: „Opel Manta. Weil man was vom Fahren versteht", bzw. "Weil Sie was vom Fahren verstehen“ und „Opel Manta. Wenn Ihnen gewöhnliche Autos zu langweilig sind.“
Die Zielgruppe bestand primär aus jungen Menschen. Opel bot mit den anfangs drei Motorisierungen eine Alternative zu den traditionell gestalteten Modellen wie dem Rekord oder dem Ascona.
Die eher schwachen Motoren (insbesondere der ab 1972 für 8528 DM – was heute 16.564 EUR entsprechen würde – angebotene Wagen mit dem 44 kW (60 PS) leistenden 1,2-Liter-Motor des Kadett B) konnten mit dem sportlichen Aussehen nicht Schritt halten. Verschiedene Tuner versuchten, dies durch den Einbau von Sechszylindermotoren der größeren Opel-Modelle oder mit Turboladern zu ändern. Lediglich der ab Frühjahr 1974 angebotene Manta GT/E mit 77 kW (105 PS) war in den Augen mancher Autotester gut motorisiert.

## Manta A (1970–1975)

### Allgemeines
Der Manta A hatte eine selbsttragende Stahlkarosserie mit stoßnachgiebiger Heck- und Frontpartie. Ab September 1970 waren die Ausführungen Manta, Manta L und Manta SR erhältlich.
Die Vorderräder waren einzeln an ungleich langen Querlenkern mit Schraubenfedern, Teleskop-Stoßdämpfern und Drehstab-Stabilisator aufgehängt. Hinterachse war eine starre Deichselachse mit Schraubenfedern, Längslenkern und Panhardstab wie beim Kadett B von 1967. Sie wurde von Opel auch als Zentralgelenkachse bezeichnet. Der hintere Teil der Gelenkwelle ab dem Kardangelenk war in einem längsbeweglich gelagerten Stützrohr geführt, das starr mit dem Gehäuse des Differenzialgetriebes verbunden war.
Der Manta A wurde zunächst mit drei verschiedenen CIH-Motoren mit einer obenliegenden Nockenwelle angeboten: Zwei 1,6-Liter-Varianten mit 50 kW (68 PS) und 59 kW (80 PS) ergaben sich aus dem 1700er Rekord C-Motor durch Verringerung der Bohrung um 3 mm. Die dritte Variante war der 1,9-Liter-Motor des C-Rekords mit 66 kW (90 PS). 1972 kam ein 1,2-Liter-Motor mit seitlicher Nockenwelle aus dem Kadett mit 44 kW (60 PS) hinzu. Das vollsynchronisierte Viergang-Getriebe mit kurzem Schaltknüppel auf der Mittelkonsole wurde in der Werbung als Sportschaltung bezeichnet.
Der Opel Manta wurde in allen Versionen als fünfsitziges Sportcoupé geliefert. Besonders hervorstechend waren die langgezogene, vorne angeschlagene Motorhaube sowie die Heckpartie mit vier runden Rückleuchten, die breiten Türen mit rahmenlosen Fenstern und der schwarze Kühlergrill mit vier Rundscheinwerfern. Während Manta und Manta L noch mit Radkappen ausgeliefert wurden, hatte der Manta SR serienmäßig radkappenlose Stahl-Sporträder. Die Insassen des Manta saßen in einer Sicherheitszelle mit stoßabsorbierender Sicherheitslenksäule. Die Sitze waren stark ausgeformt und komfortabel. Gegen Aufpreis war ein Vinyldach lieferbar, das aber die Korrosion förderte, da sich unter der verklebten PVC-Folie Feuchtigkeit sammelte.
Ab dem 1. Januar 1976 erforderte das Benzinbleigesetz Kraftstoff mit geringerem Bleigehalt. Opel passte daraufhin seine Motoren den gesetzlichen Vorgaben an. Die Leistungen reduzierten sich dadurch beim 1,6-Liter-N von 50 kW (68 PS) auf 44 kW (60 PS), beim 1,6-Liter-S von 59 kW (80 PS) auf 55 kW (75 PS), und der 1,9-Liter-Motor hatte statt 66 kW (90 PS) nur noch 65 kW (88 PS). Der 1,2-Liter-Motor mit 44 kW (60 PS) blieb unverändert. Ab Juni 1975 wurde jedoch die Leistung des 1,9-Liter-Motors mit dem Fallstrom-Registervergaser Zenith INAT 35/40 wieder auf 66 kW (90 PS) gesteigert. Vom Manta A wurden insgesamt 498.553 Stück hergestellt; der günstigste Manta kostete ca. 8300 DM.

### Manta L
Beim Manta L stand das L für Luxus. Zur L-Ausstattung gehören verchromte Armaturen, Handschuhkasten-, Motorraum- und Kofferraumleuchten, Schwenkfenster für die Passagiere auf der Rücksitzbank, Radzierringe, eine elektrische Uhr, diverse Armaturenbeleuchtungen, Aschenbecher, Zigarettenanzünder, Sicherheits-Innenspiegel, verchromtes Auspuffendrohr und mehr.
Zur Motorenauswahl gehörten die obengenannten mit Schalt- und Automatikgetriebe (für den 1,2-Liter-S-Motor gab es nur das Schaltgetriebe).

### Manta SR
Der Manta SR war die Rallyeversion des Manta L für die sportlich orientierte Kundschaft. Er unterscheidet sich von den anderen Versionen durch andere Räder mit breiteren Felgen (5½ J × 13) und Niederquerschnitts-Gürtelreifen, eine mattschwarze Motorhaube sowie schwarze Seitenstreifen (Rallye-Streifen). Zur Instrumentierung gehören ein Drehzahlmesser sowie eine zusätzliche Konsole mit Uhr, Amperemeter und Öldruckmesser; die Beifahrer-Sonnenblende des SR hat keinen Schminkspiegel. Der SR wurde nur mit 59-kW-(80-PS-) und 66-kW-(90-PS)-Motor angeboten; bei letzterem führt eine kürzere Gesamtübersetzung zu verbesserten Beschleunigungswerten und erhöhter Bergsteigefähigkeit. Für die SR-Ausstattung wurde das Automatikgetriebe nicht angeboten.

### Manta GT/E
Im März 1974 ergänzte der Manta GT/E die Modellreihe. Sein 1,9-Liter-Motor leistete dank elektronisch geregelter Saugrohreinspritzung (Bosch L-Jetronic) 77 kW (105 PS), was dem GT/E eine Höchstgeschwindigkeit von 188 km/h (nach Werksangaben) verlieh. Gegenüber dem Manta SR hat der GT/E breitere schwarze Seitenstreifen, schwarze Fensterumrandungen, die man auf dem unten stehenden Foto nicht erkennen kann, spezielle GT/E-Schriftzüge, einen Frontspoiler und eine etwas tiefergelegte Karosserie. Wegen der nur einjährigen Bauzeit wurden vom GT/E lediglich 5252 Stück verkauft – für 12.500 DM (umgerechnet auf heute 21.206 EUR) –, die letzten Exemplare liefen als Manta Black Magic mit schwarzer Lackierung und gelb/roten Streifen an Frontspoiler und Seitenlinie vom Band.

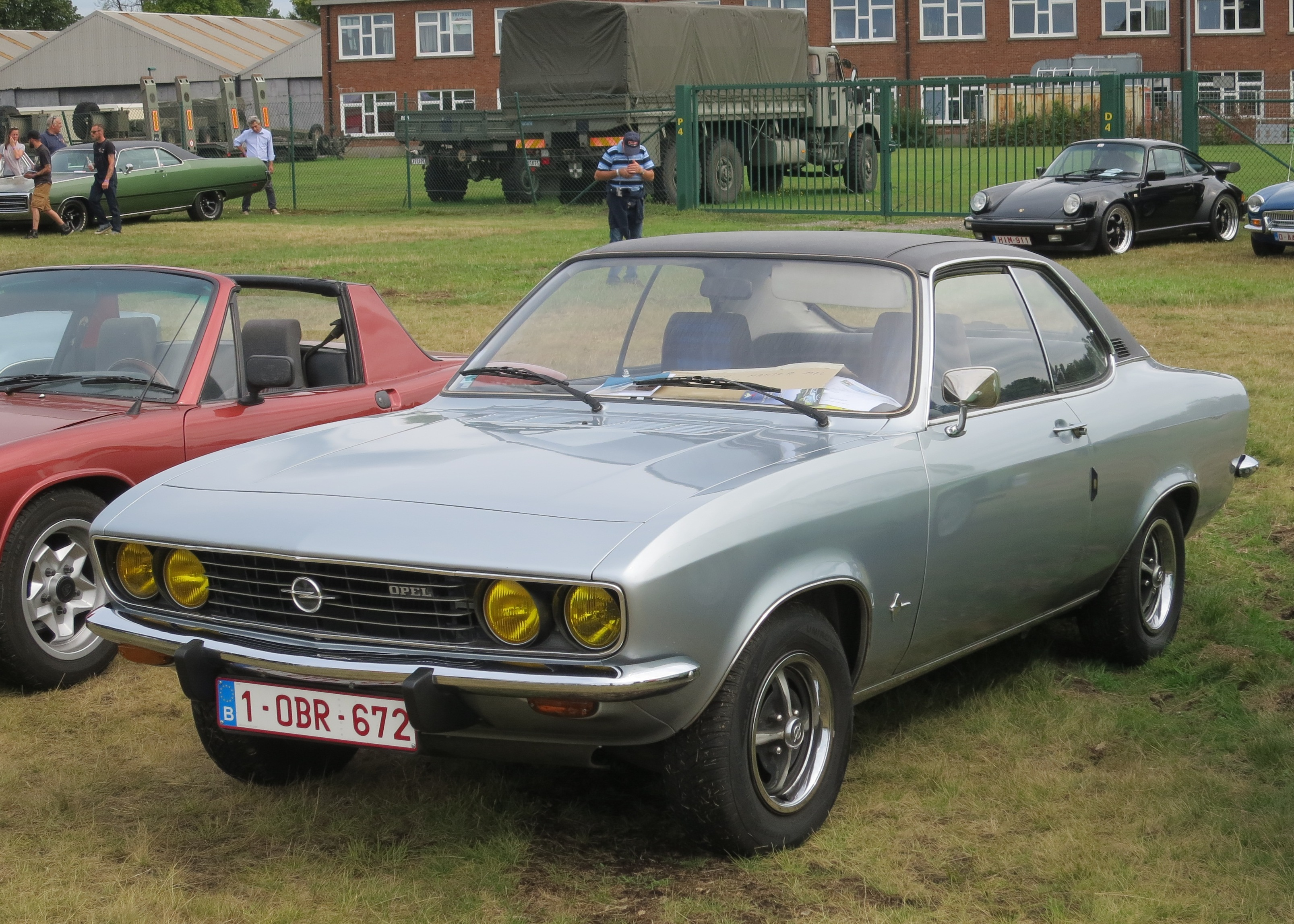
Opel Manta A-L Exportversion
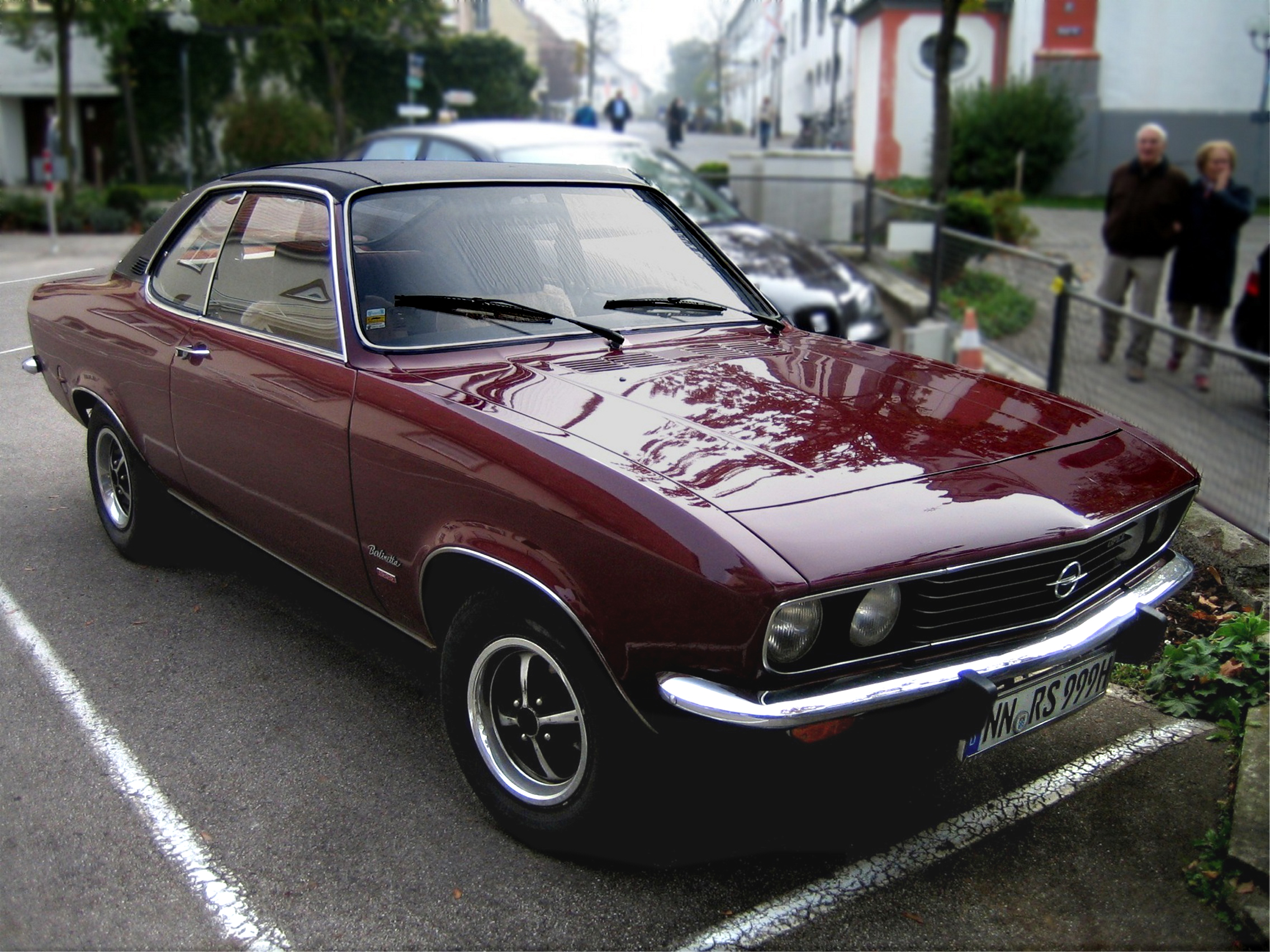
Opel Manta mit Sportstahlrädern und Vinyldach
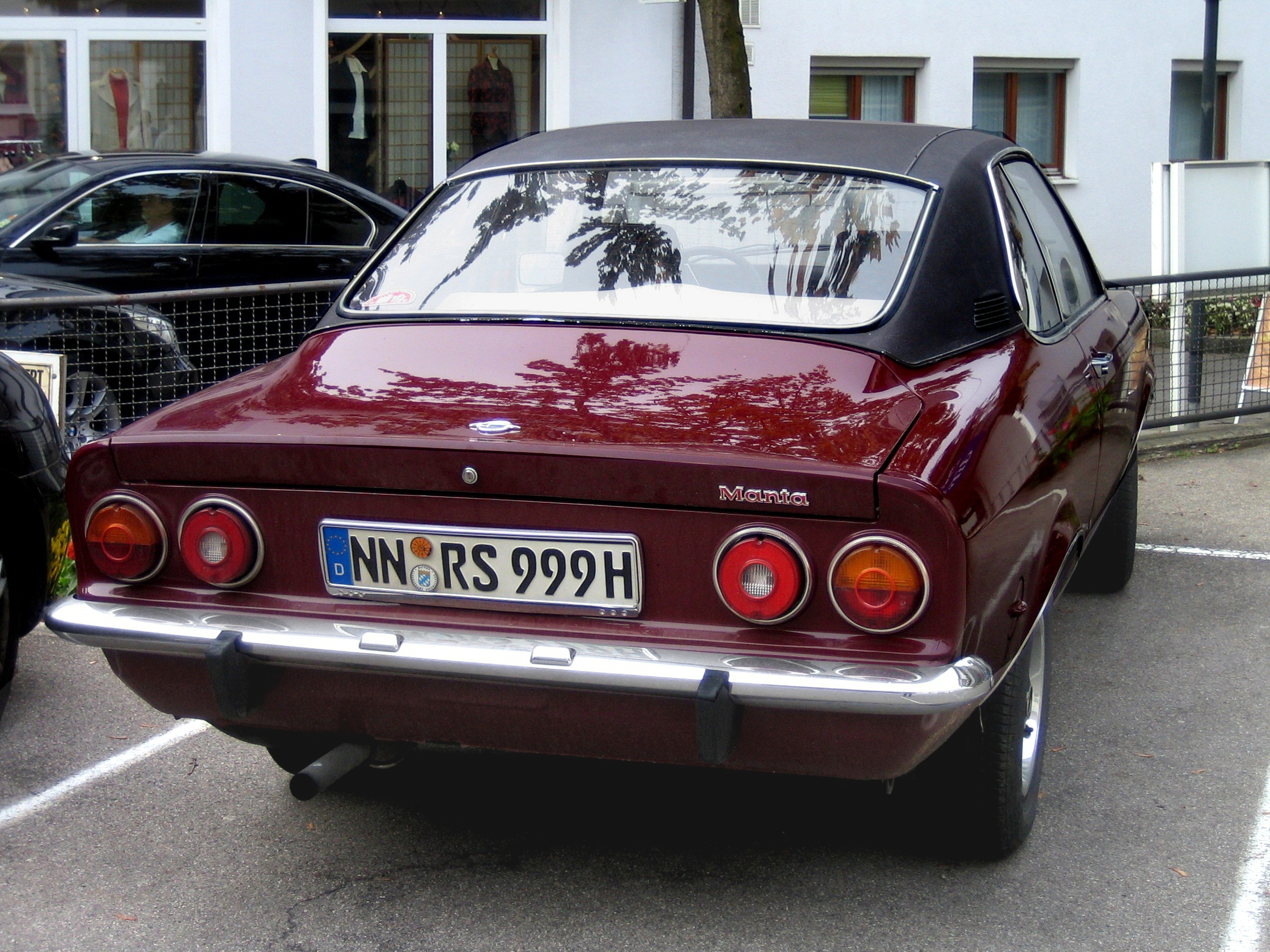
Markant: die unterteilten runden Heckleuchten
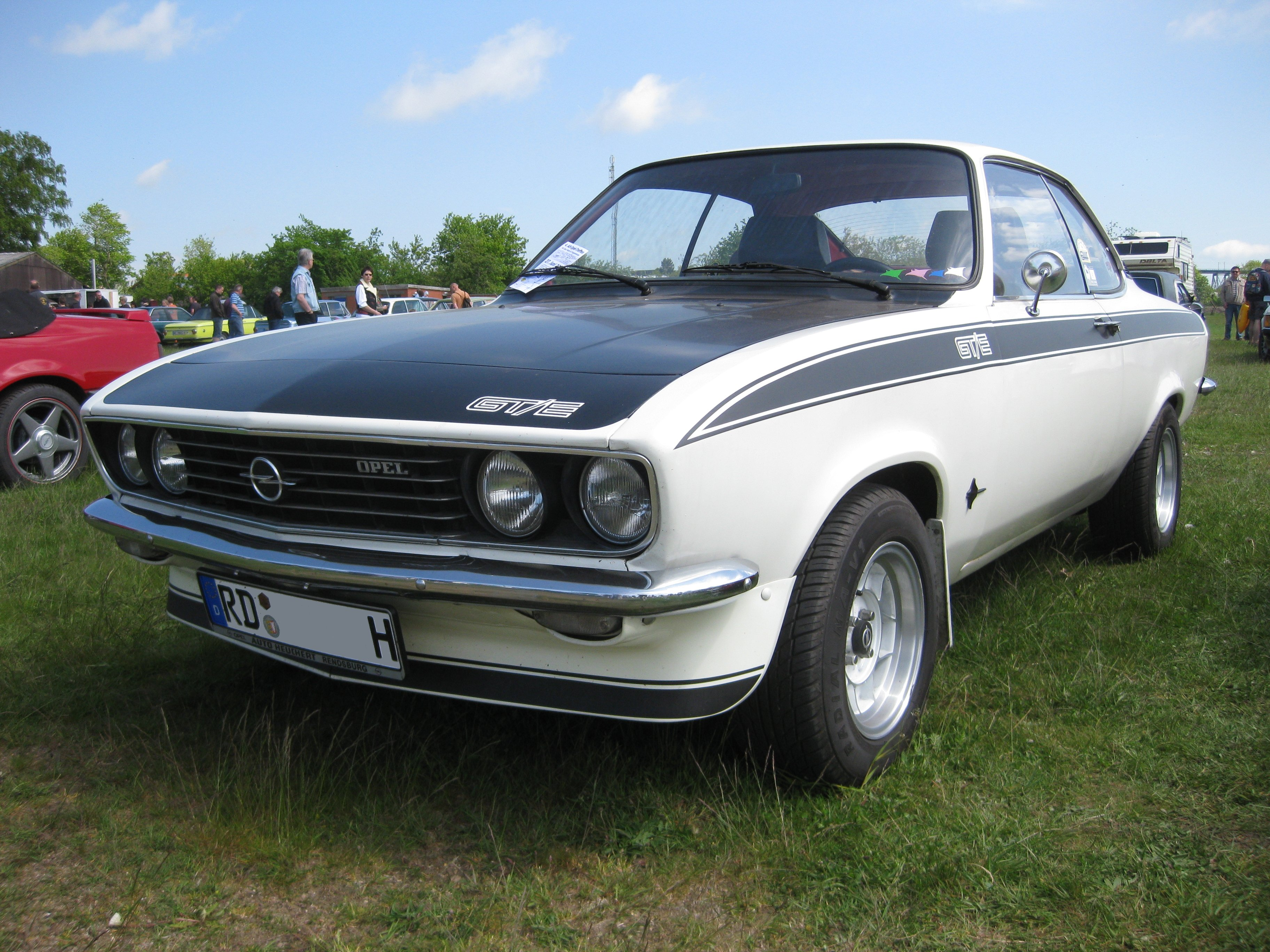
Opel Manta GT/E (1974–1975)
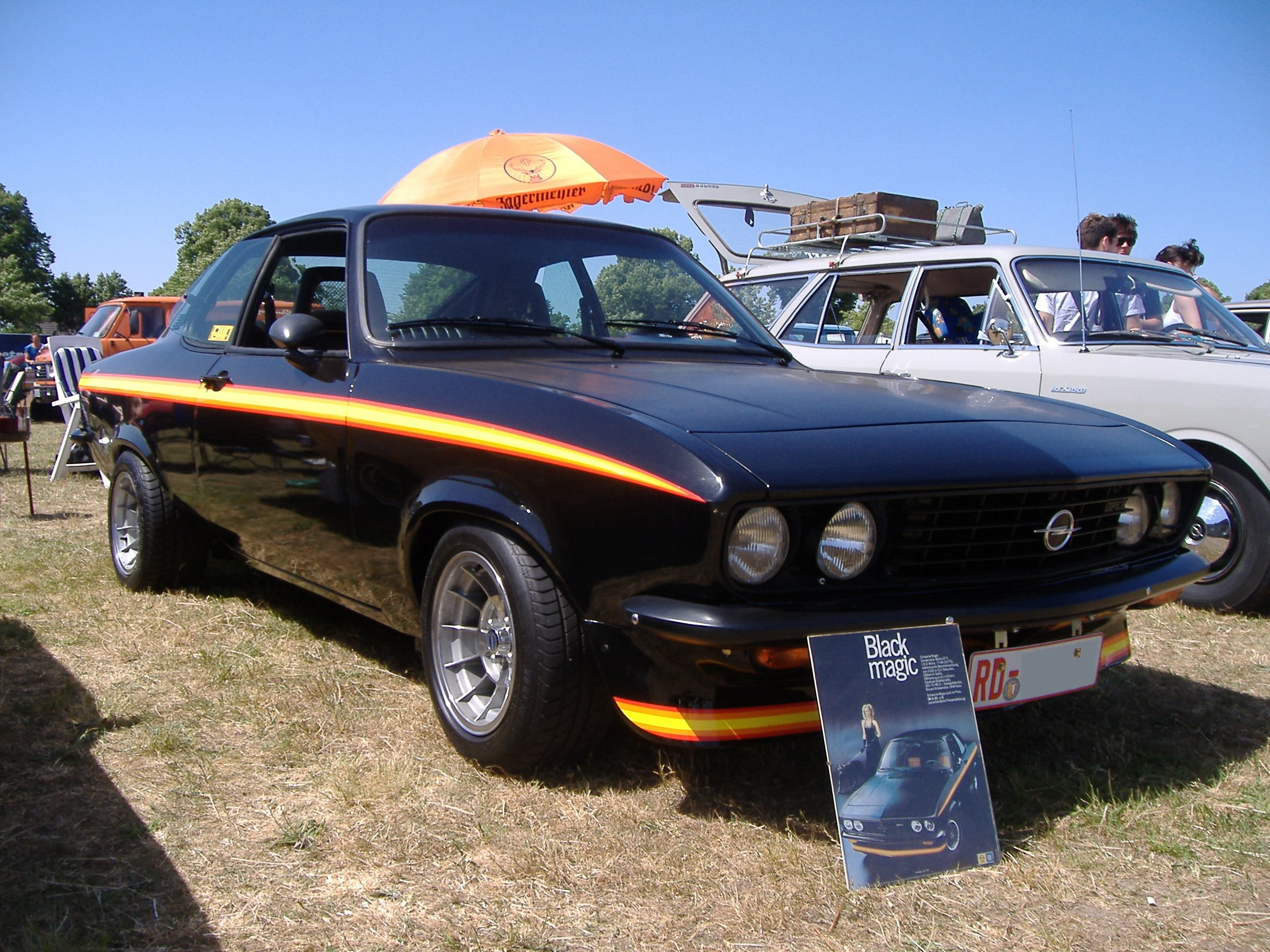
Opel Manta „Black Magic“ (1975)
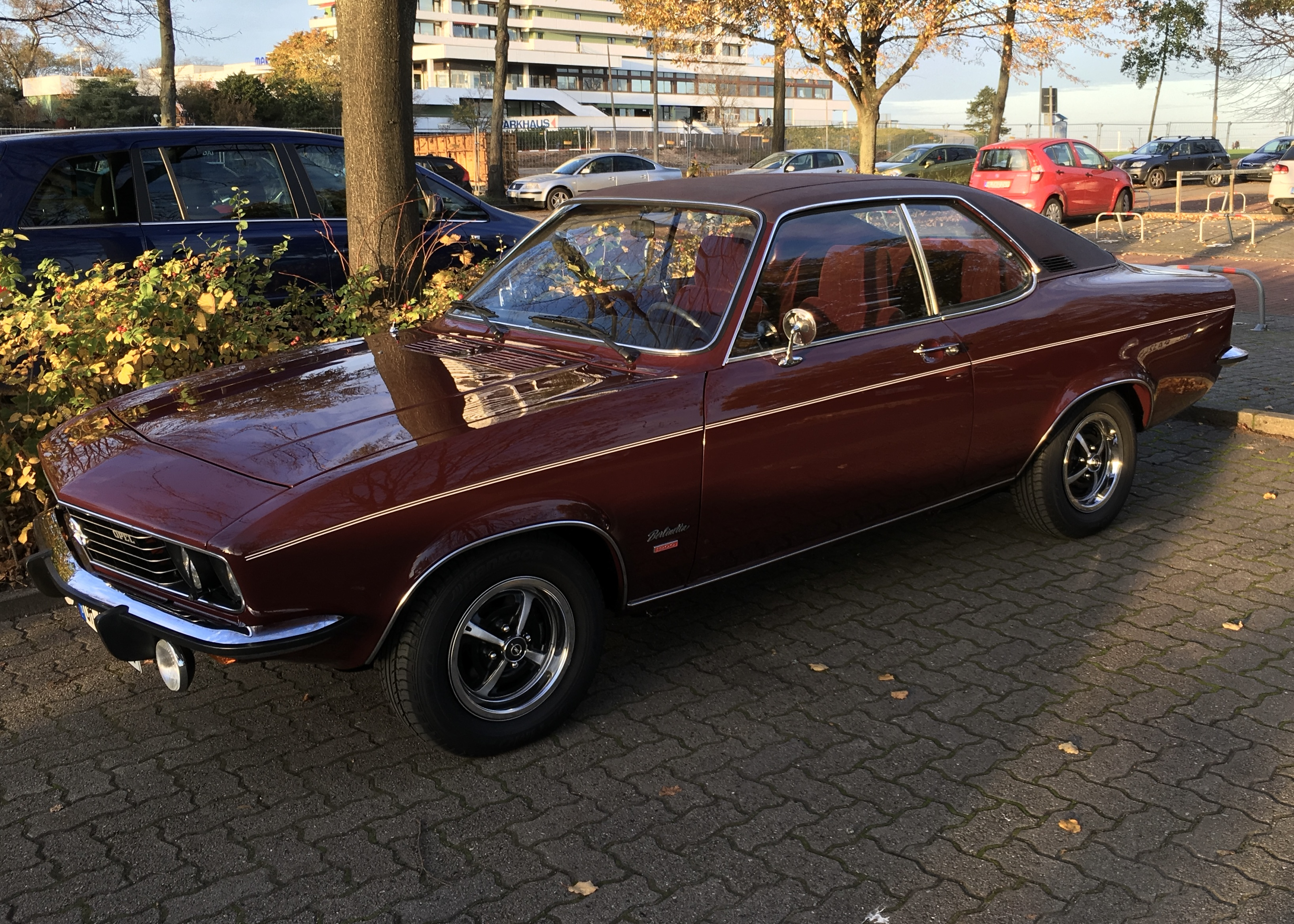
Opel Manta Berlinetta 1973

### Der Manta A in den USA
Von Oktober 1970 bis Juli 1975 wurden Ascona und Manta unter der Bezeichnung „Opel 1900“ und „Opel 1900 Sport Coupé“ (Modelljahre 1971/72), ab Modelljahr 1973 als „Opel Manta“ auch in den USA verkauft. Im Angebot standen das Sport-Coupé genannte Basismodell, der Rallye als sportlich aufgemachte Variante und ab Herbst 1973 der Luxus mit mehr Ausstattung, Cordstoffbezügen und Vierspeichen-Stahlsporträdern. Alle Modelle wurden von Opels 1,9-Liter-Vierzylindermotor angetrieben, der bei einer Verdichtung von 7,6:1 hier 56 kW (76 PS) leistete; zum Modelljahr 1975 erhielt er eine Bosch-Einspritzung und kam damit auf 60 kW (82 PS). Von der 1900-Serie (Ascona und Manta) wurden in den USA rund 170.000 Stück abgesetzt.

### Besondere Manta A

#### Manta mit 2,8-Liter-Motor

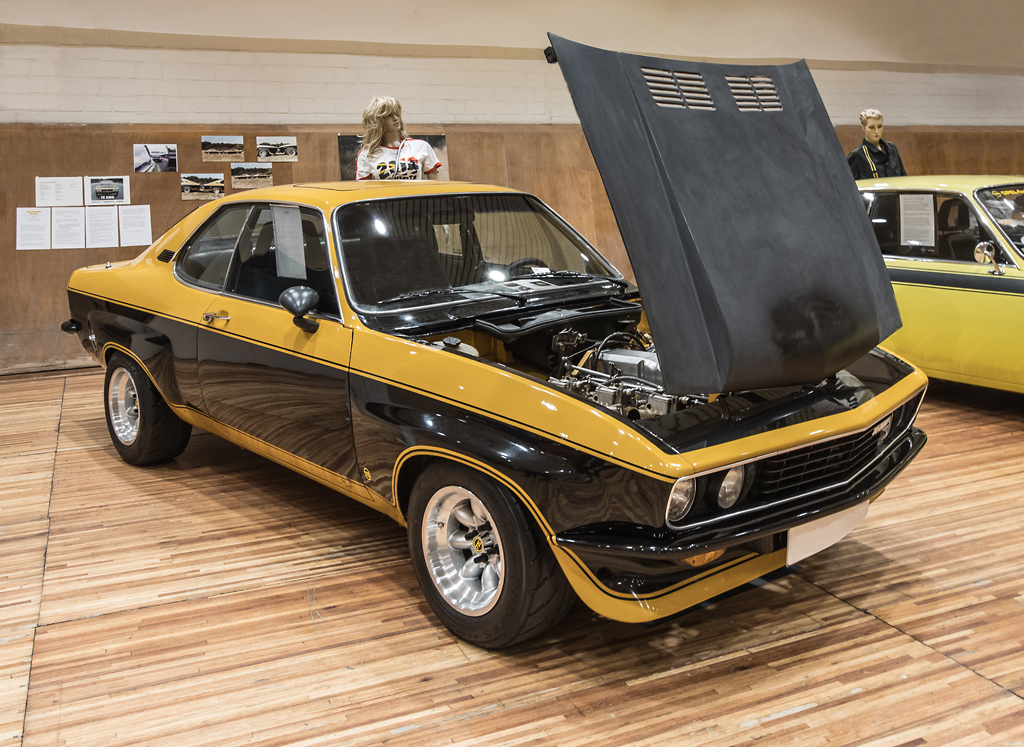
Opel Manta A TE 2800 mit 2,8 Liter Commodore-Vergasermotor

Ein leistungsgesteigertes Modell mit dem 2,8-Liter-Vergaser-Motor des Commodore wurde unter dem Modellnamen TE 2800 von dem belgischen Unternehmen Transeurop Engineering (TE) in einer Auflage von 79 Stück angeboten. Dazu war es allerdings erforderlich, karosserieseitig im Vorderwagen Anpassungen vorzunehmen. Der seitens TE nicht weiter modifizierte Motor leistet 105 kW (142 PS), das Fahrzeug beschleunigte damit nach Test in 9,0 s von 0 auf 100 km/h und erreichte eine Höchstgeschwindigkeit von 196 km/h. Durch den Umbau auf den Sechszylinder-Reihenmotor bestand das Risiko einer merklich ungleichen Achslastverteilung, TE verbaute daher eine neue Frontschürze sowie eine Motorhaube aus Kunststoff, die Batterie wurde in den Kofferraum verlegt; das Gesamtgewicht betrug nun 1040 kg vollgetankt. Der Preis lag bei knapp 20.000 DM. Der TE 2800 wurde in Deutschland über die Firma Steinmetz vertrieben (Quellen:). 1975 meldete TE Konkurs an.

#### Turbo-Manta
Das englische Dealer Opel Team (D.O.T.) entwickelte den D.O.T. Turbo-Manta, der 1974 vorgestellt wurde. Es wurden nur 28 Exemplare gebaut, weil der Hersteller des Turboladers Konkurs anmeldete. Etwa sieben sind erhalten geblieben.
Opel selbst testete eine Turbo-Version des 1,9-Liter-Aggregats auf Basis des Lowlead-Motors des US-Manta mit 57 kW (78 PS) und baute zu Testzwecken ca. 10 Stück. Doch das unbefriedigende Ansprechverhalten und das abrupte Einsetzen des Turboladers (besonders gefährlich in Kurven, da der leichte Manta schnell ausbrach) bedeuteten das Aus für den Turbo-Manta. Kein straßenzugelassener Turbo-Manta ist bekannt.

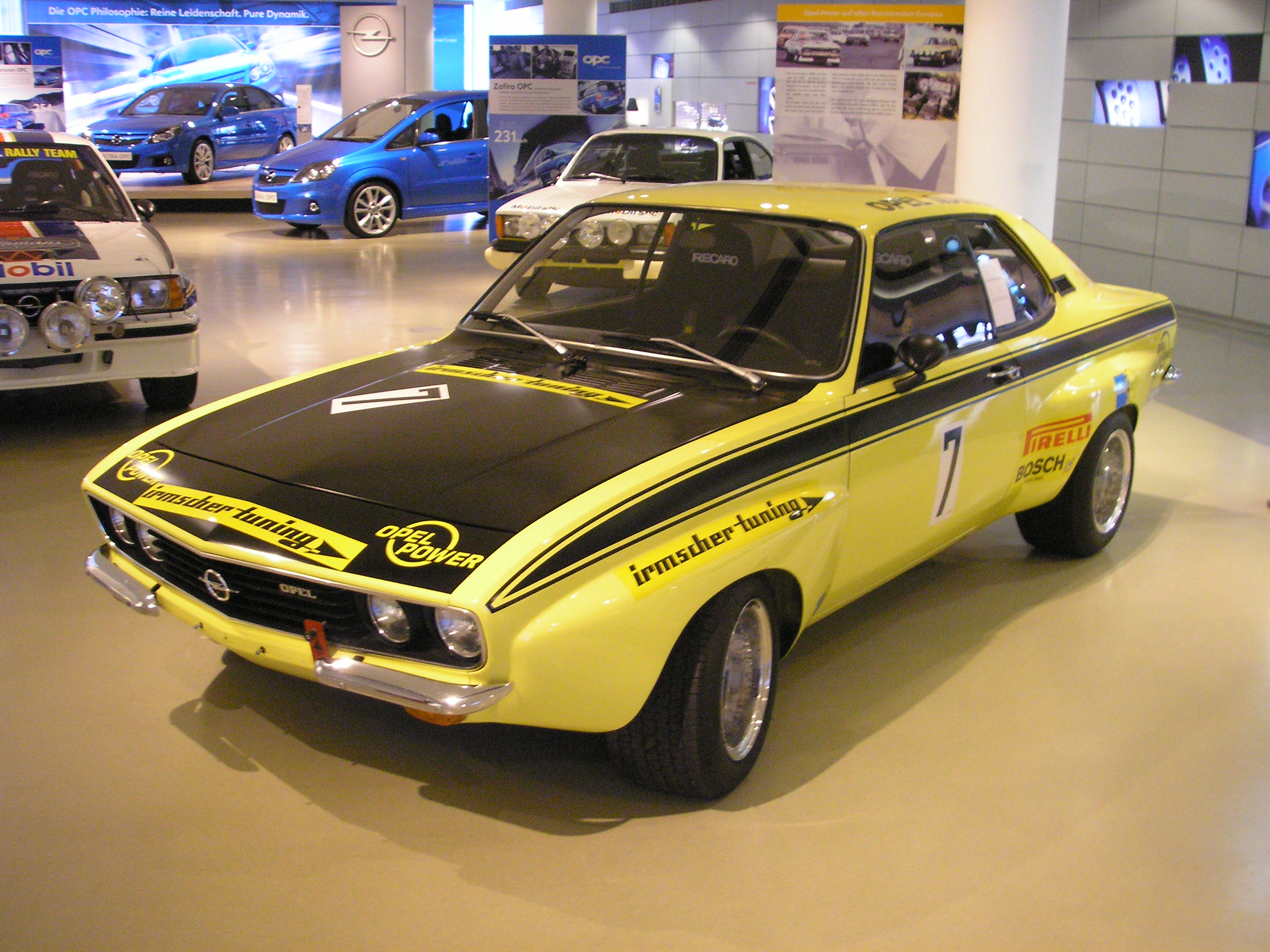
Opel Manta A „Spa Francorchamps“
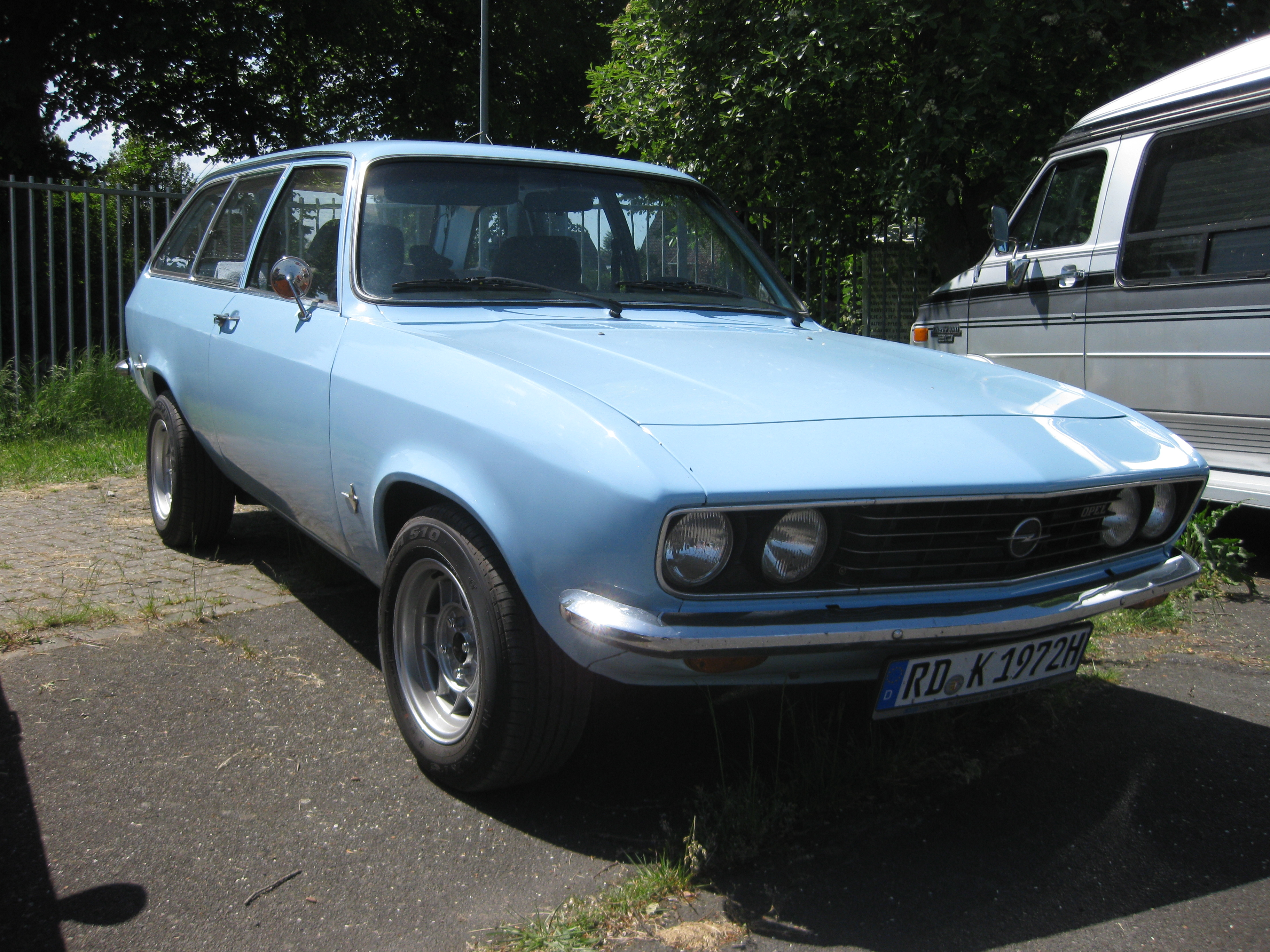
Umbau eines Ascona Voyage mit der der Front eines Manta A

### Technische Daten
| Technische Daten Opel Manta A 1970–1975 | | | | | |
| Opel Manta                              | 1200 S (1972–1975) | 1600 | 1600 S | 1900 S (1971–1975)                                                                                                  | GT/E (1974–1975) |
| Motor                                   | 4-Zylinder-Reihenmotor (Viertakt)                                                                                              | 4-Zylinder-Reihenmotor (Viertakt)                                                                                   | 4-Zylinder-Reihenmotor (Viertakt)                                                                                   | 4-Zylinder-Reihenmotor (Viertakt)                                                                                   | 4-Zylinder-Reihenmotor (Viertakt)                                                                                   |
| Hubraum                                 | 1196 cm³ | 1584 cm³ | 1584 cm³ | 1897 cm³ | 1897 cm³ |
| Bohrung × Hub                           | 79 × 61 mm | 85 × 69,8 mm | 85 × 69,8 mm | 93 × 69,8 mm | 93 × 69,8 mm |
| Leistung bei 1/min                      | 44 kW (60 PS) bei 5400 | 44–50 kW (60–68 PS) bei 5000–5200                                                                                   | 55–59 kW (75–80 PS) bei 5000–5200                                                                                   | 65–66 kW (88–90 PS) bei 4800–5100                                                                                   | 77 kW (105 PS) bei 5400                                                                                             |
| Max. Drehmoment bei 1/min               | 88 Nm 3000 | 102–108 Nm 3200–3400                                                                                                | 114–118 Nm 3800 | 142–145 Nm 2800–3600                                                                                                | 153 Nm 4200 |
| Verdichtung                             | 9,2, später 9,0 : 1 | 8,2, später 8,0 : 1                                                                                                 | 9,5, später 8,8 : 1                                                                                                 | 9,0, später 8,8 : 1                                                                                                 | 9,2 : 1 |
| Gemischaufbereitung                     | Ein Fallstromvergaser | Ein Fallstromvergaser                                                                                               | Ein Register-Fallstromvergaser                                                                                      | Ein Register-Fallstromvergaser                                                                                      | elektronische Einspritzung (Bosch L-Jetronic)                                                                       |
| Ventilsteuerung                         | OHV – Hängende Ventile, mechanische Stößel, Stoßstangen und Kipphebel, seitlich untenliegende Nockenwelle, Einfach-Rollenkette | CIH – Hängende Ventile, mechanische Stößel, Kipphebel obenliegende Nockenwelle mit Antrieb durch Duplex-Rollenkette | CIH – Hängende Ventile, mechanische Stößel, Kipphebel obenliegende Nockenwelle mit Antrieb durch Duplex-Rollenkette | CIH – Hängende Ventile, mechanische Stößel, Kipphebel obenliegende Nockenwelle mit Antrieb durch Duplex-Rollenkette | CIH – Hängende Ventile, mechanische Stößel, Kipphebel obenliegende Nockenwelle mit Antrieb durch Duplex-Rollenkette |
| Kühlung                                 | Wasserkühlung | Wasserkühlung | Wasserkühlung | Wasserkühlung | Wasserkühlung |
| Getriebe                                | 4-Gang-Getriebe, Knüppelschaltung (a. W. für 1600 S, 1900 S und GT/E Dreigangautomatik (Opel))                                 | 4-Gang-Getriebe, Knüppelschaltung (a. W. für 1600 S, 1900 S und GT/E Dreigangautomatik (Opel))                      | 4-Gang-Getriebe, Knüppelschaltung (a. W. für 1600 S, 1900 S und GT/E Dreigangautomatik (Opel))                      | 4-Gang-Getriebe, Knüppelschaltung (a. W. für 1600 S, 1900 S und GT/E Dreigangautomatik (Opel))                      | 4-Gang-Getriebe, Knüppelschaltung (a. W. für 1600 S, 1900 S und GT/E Dreigangautomatik (Opel))                      |
| Radaufhängung vorn                      | Einzelradaufhängung an Doppelquerlenkern, Schraubenfedern                                                                      | Einzelradaufhängung an Doppelquerlenkern, Schraubenfedern                                                           | Einzelradaufhängung an Doppelquerlenkern, Schraubenfedern                                                           | Einzelradaufhängung an Doppelquerlenkern, Schraubenfedern                                                           | Einzelradaufhängung an Doppelquerlenkern, Schraubenfedern                                                           |
| Radaufhängung hinten                    | Zentralgelenkachse – Starrachse mit Schubrohr, Längslenkern und Panhardstab, Schraubenfedern                                   | Zentralgelenkachse – Starrachse mit Schubrohr, Längslenkern und Panhardstab, Schraubenfedern                        | Zentralgelenkachse – Starrachse mit Schubrohr, Längslenkern und Panhardstab, Schraubenfedern                        | Zentralgelenkachse – Starrachse mit Schubrohr, Längslenkern und Panhardstab, Schraubenfedern                        | Zentralgelenkachse – Starrachse mit Schubrohr, Längslenkern und Panhardstab, Schraubenfedern                        |
| Karosserie                              | Stahlblech, selbsttragend | Stahlblech, selbsttragend                                                                                           | Stahlblech, selbsttragend                                                                                           | Stahlblech, selbsttragend                                                                                           | Stahlblech, selbsttragend                                                                                           |
| Spurweite vorn/hinten                   | 1325/1320 mm | 1325/1320 mm | 1325/1320 mm | 1325/1320 mm | 1325/1320 mm |
| Radstand                                | 2430 mm | 2430 mm | 2430 mm | 2430 mm | 2430 mm |
| Länge                                   | 4292 mm (L: 4343 mm) | 4292 mm (L: 4343 mm)                                                                                                | 4292 mm (L: 4343 mm)                                                                                                | 4292 mm (L: 4343 mm)                                                                                                | 4292 mm (L: 4343 mm)                                                                                                |
| Leergewicht                             | 880–1000 kg | 880–1000 kg | 880–1000 kg | 880–1000 kg | 880–1000 kg |
| Höchstgeschwindigkeit                   | 145 km/h | 150–154 km/h | 159–164 km/h | 165–170 km/h | 185–190 km/h |
| 0–100 km/h                              | 18 s | 17–18,5 s | 15–17 s | 13–14 s | 11,5–12,5 s |
| Verbrauch (Liter/100 km nach DIN 70030) | 7,9 | 9,0–9,5 | 8,6–9,8 | 8,2–9,7 | 8,1–9,0 |
| Kraftstoffart                           | Superbenzin | Normalbenzin | Superbenzin | Superbenzin | Superbenzin |

## Manta B (1975–1988)

### Allgemeines
Die Produktion des Manta B begann nach den Werksferien im August 1975.
Wie sein Vorgänger war auch er wieder die Coupé-Variante des gleichzeitig vorgestellten Ascona B und war mit ihm technisch weitgehend gleich. Beide Modelle basierten auf der Bodengruppe ihrer Vorgänger, der GM-H-Plattform, die für diese Generation von Fahrzeugen überarbeitet wurde.
Der Manta B hatte einen längeren Radstand und eine gestrecktere Form, große Rechteck-Scheinwerfer und einen in die Karosserie integrierten Überrollbügel. Zunächst gab es die Ausführungen Manta, Manta L, Manta Berlinetta, Manta SR und Manta GT/E, die – Stand 07/1976 – zu Grundpreisen von 11.560 bis 14.745 DM angeboten wurden. Die Motorisierungen reichten von 40 kW (55 PS) beim 1,2 N bis zu 77 kW (105 PS) im 1,9 E des GT/E. Äußerliche Merkmale des GT/E waren wieder der serienmäßige Frontspoiler, die mattschwarz lackierte Motorhaube und schwarze Fensterumrandungen. Er hatte ein sportliches Fahrwerk mit Gasdruck-Stoßdämpfern. Es gab ein Sportlenkrad sowie zusätzliche Instrumente. Beim Manta SR war nur der mittlere Bereich der Motorhaube schwarz lackiert.
Die Werbekampagne zum Verkaufsstart erwies sich als peinlicher Flop. Opel hatte Anzeigen mit Texten wie „Ich träumte, ich hätte im neuen Opel Manta dem Champion den Grandprix abgejagt“ oder „Ich träumte, ich wäre im neuen Opel Manta mit Caroline durch Monaco gefahren“ schalten lassen. Als daraufhin zahlreiche potentielle Kunden an Opel schrieben, dass sie sich wegen dieser Werbung den Manta nicht kaufen würden, weil sie fürchteten, sich mit diesem Auto lächerlich zu machen, wurde diese Werbung eingestellt.
Zum Modelljahr 1978 wurden die 1,9-S- und 1,9-E-Motoren durch Motoren mit 2,0 Litern Hubraum ersetzt. Diese Motoren gab es auch im Ascona und Rekord, den Einspritzmotor auch im Kadett C Coupé. Die Leistung reichte von 66 kW (90 PS) im 2,0 N über 74 kW (100 PS) im 2,0 S bis zu 81 kW (110 PS) im 2,0 E. Letzterer war bis zum Produktionsende des Manta B der mit Abstand am meisten bestellte Motor. Autotester stellten fest, dass die Fahrleistungen, an den nominell stärkeren Ford Capri 2,3 S heranreichten oder diese übertrafen. Die neuen Motoren hatten Hydrostößel, die das Einstellen des Ventilspiels überflüssig machten.
Ab September 1978 ergänzte der Manta CC (Combi-Coupé) mit großer Heckklappe und umklappbarer Rücksitzbank, ähnlich der Heckgestaltung des Opel Monza die Modellpalette. Ihn gab es in den gleichen Ausstattungen und mit den gleichen Motoren wie die Stufenheck-Modelle. Der CC kostete 450 DM Aufpreis.
Ab April 1979 gab es auch die neuen Motoren mit obenliegender Nockenwelle in der Manta-Baureihe. Diese Motoren hatte Opel für den 1979 vorgestellten Opel Kadett D entwickelt. Merkmal der neuen Motorengeneration waren Querstrom-Zylinderköpfe aus Leichtmetall mit obenliegender Nockenwelle, der Motorblock bestand weiterhin aus Grauguss. Im Manta wurden zunächst ein 1,3-Liter-Motor mit 44 kW (60 PS) und 55 kW (75 PS) angeboten. Die 1,6 N, 1,9 N und 2,0 N-Motoren mit 66 kW (90 PS) blieben ebenfalls im Programm. Weiterhin im Angebot blieben auch der 2,0 S und der 2,0 E. Neues Basismodell war nun der Manta GT-J. Äußerlich entsprach er weitgehend dem GT/E, er hatte ebenfalls einen serienmäßigen Frontspoiler, schwarze Fensterumrandungen und konnte wahlweise auch mit einer mattschwarzen Motorhaube bestellt werden. Im Innenraum gab es ein Sportlenkrad sowie zusätzlich Drehzahlmesser, Öldruckmesser und Voltmeter. Der GT-J hatte ebenfalls ein sportliches Fahrwerk, allerdings ohne die Gasdruck-Stoßdämpfer des GT/E. Erkennbar war der GT-J an entsprechenden Schriftzügen und charakteristischen Seitenstreifen. Lieferbar war er wahlweise mit dem 1,3-S- (55 kW, 75 PS) oder dem 2,0-S-Motor (74 kW, 100 PS).

### Modellpflege
Parallel zum Ascona erhielten alle Manta-Modelle im August 1979, also zu Beginn des Modelljahres 1980, ein kleines Facelift, bei dem die verchromten durch schwarze kunststoffummantelte Stoßstangen ersetzt wurden. Der Manta 2,0 S SR mit 74 kW (100 PS) erhielt am Heckblech eine mattschwarze Lackierung, der sich zwischen und um die Rückleuchten erstreckte. Den Motor mit Saugrohreinspritzung gab es nun nicht nur im Manta GT/E, sondern auch in den zivilen Versionen (Manta E).
Zum Modelljahr 1981 war die angebotene Motorenpalette für den Manta sehr umfangreich: 1,3 N OHC (44 kW/60 PS), 1,3 S OHC (55 kW/75 PS), 1,6 N (44 kW/60 PS), 1,9 N (55 kW/75 PS), 2,0 N (66 kW/90 PS), 2,0 S (74 kW/100 PS) und 2,0 E (81 kW/110 PS). Aber schon ab Mai 1981 war der Manta nur noch mit 1,3-S-, 2,0 S- oder 2,0 E-Motor lieferbar. Preiswertestes Modell war der GT-J 1,3 S mit 55 kW (75 PS) mit 14.845 DM, teuerstes Modell der Manta CC Berlinetta 2,0 E mit 81 kW (110 PS) mit 18.423 DM.

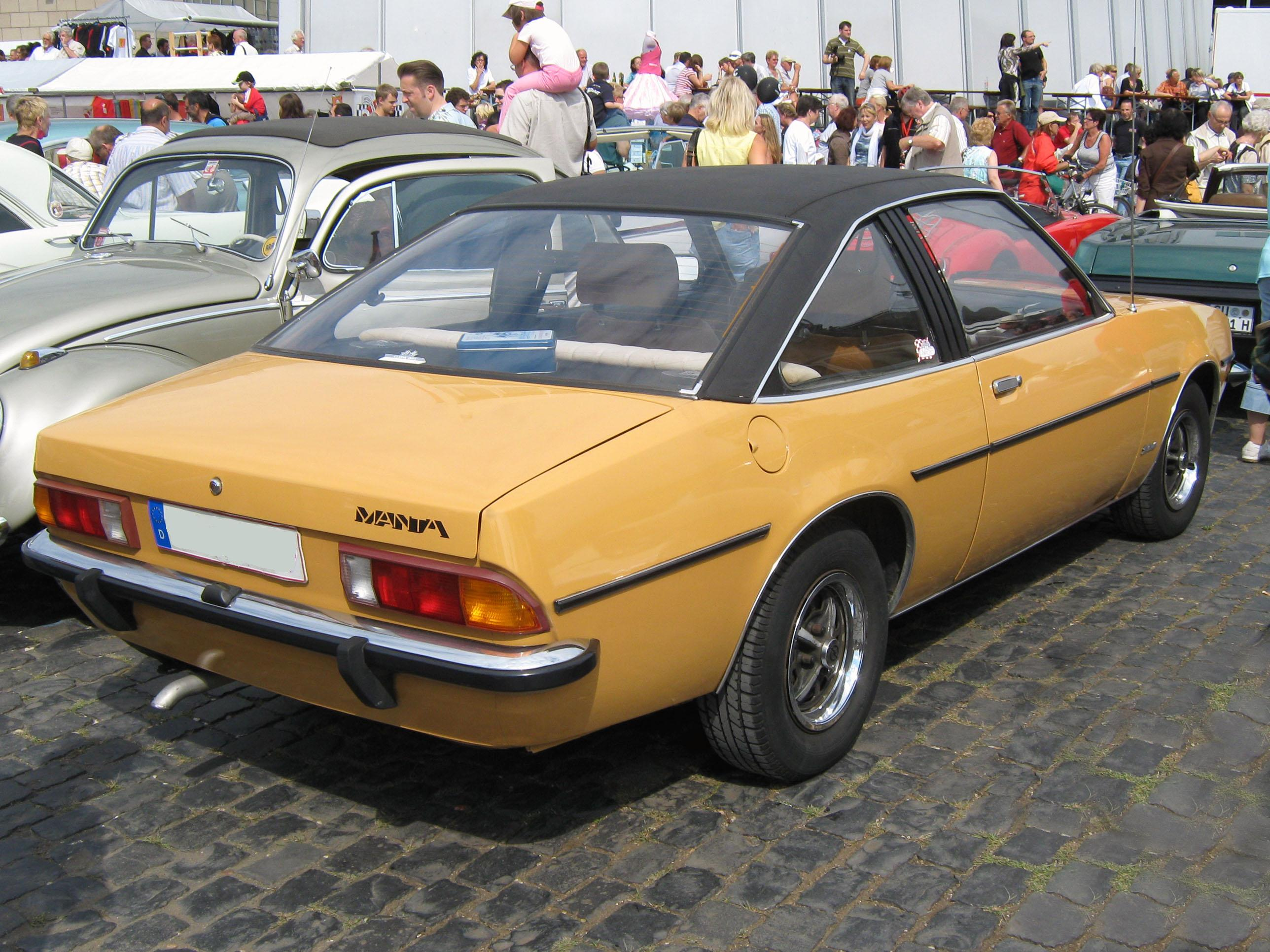
Opel Manta B (1975–1979)
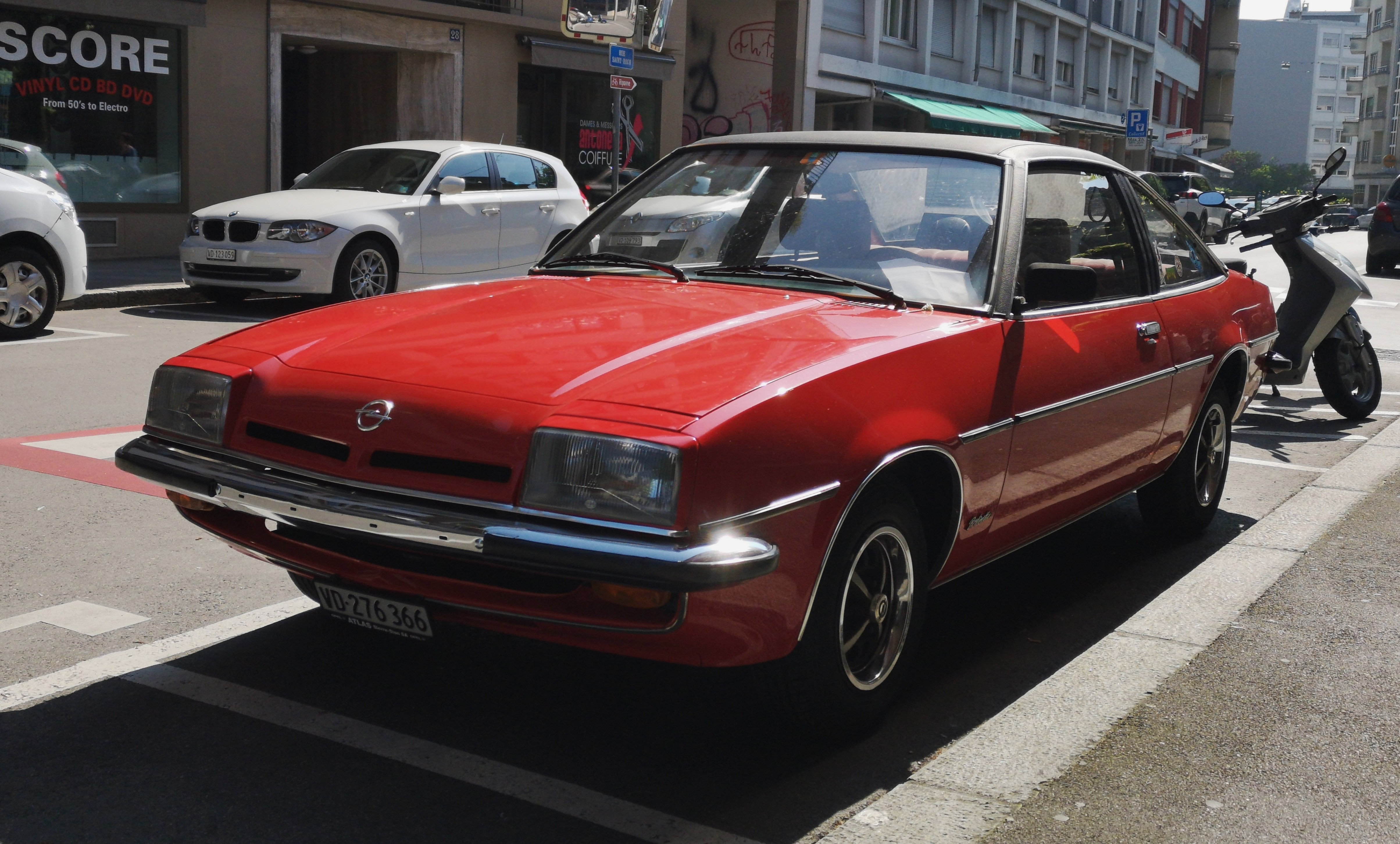
Opel Manta Berlina (1975–1979)
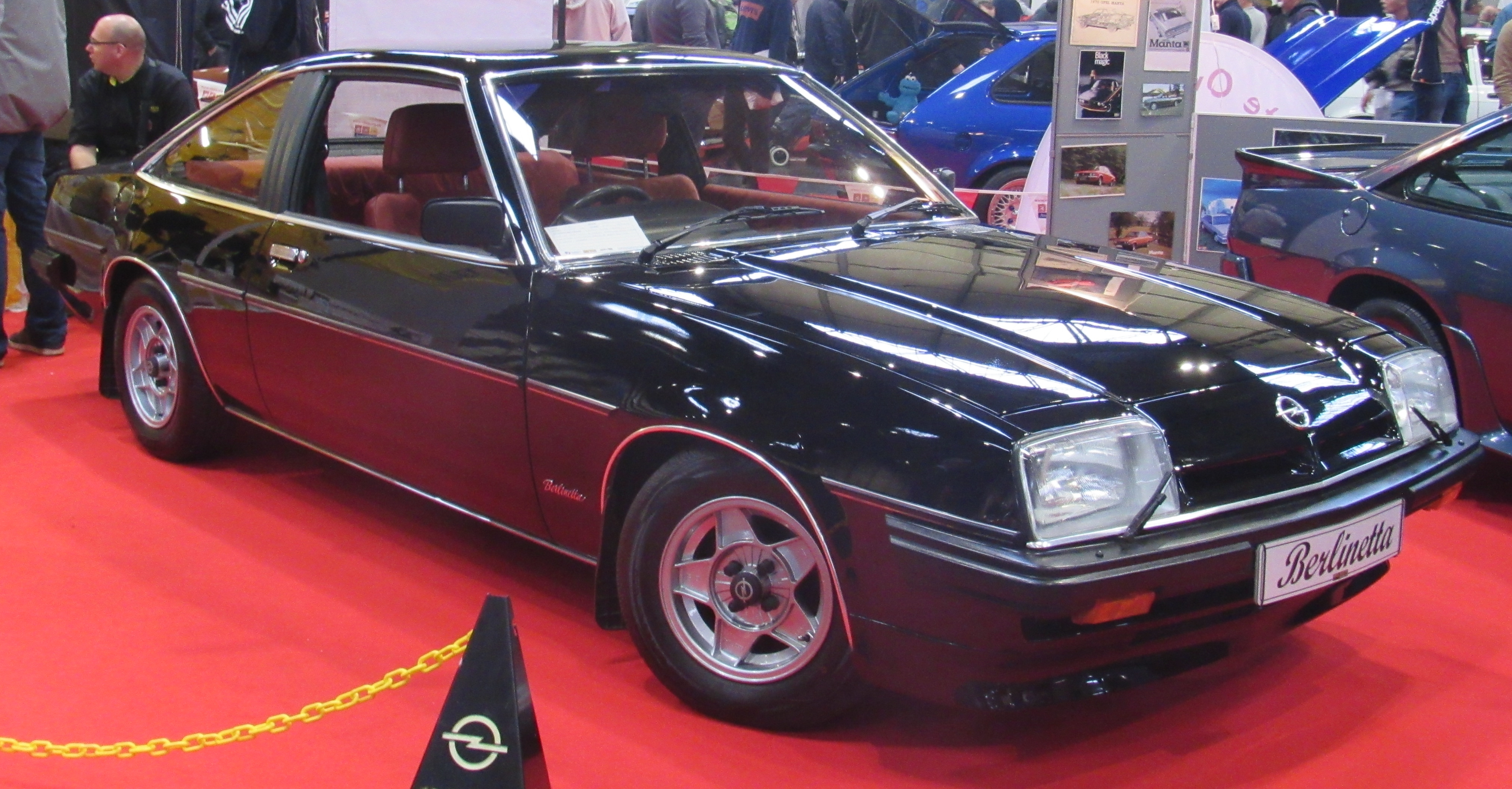
Opel Manta SR
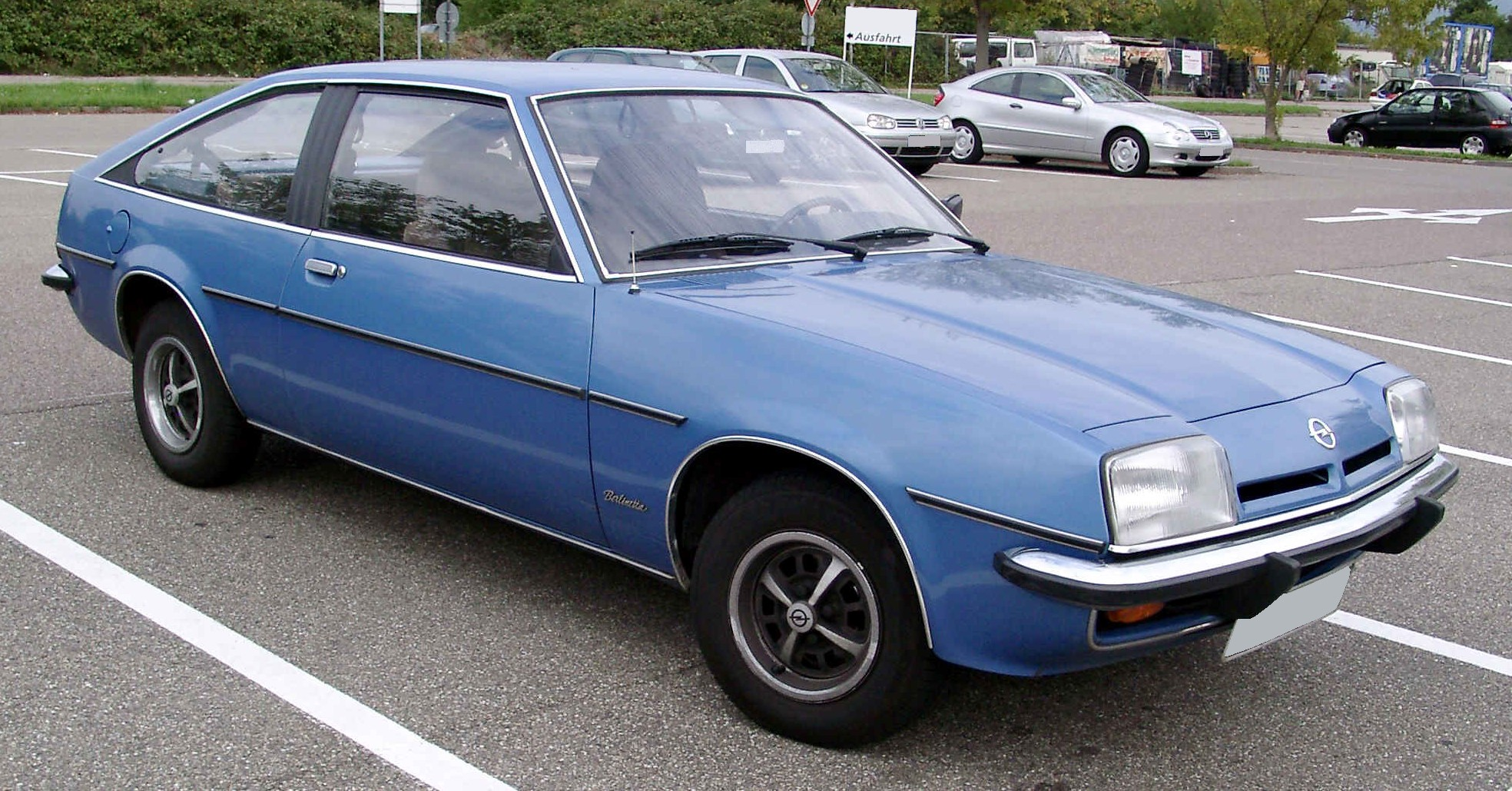
Manta CC (1978–1979)
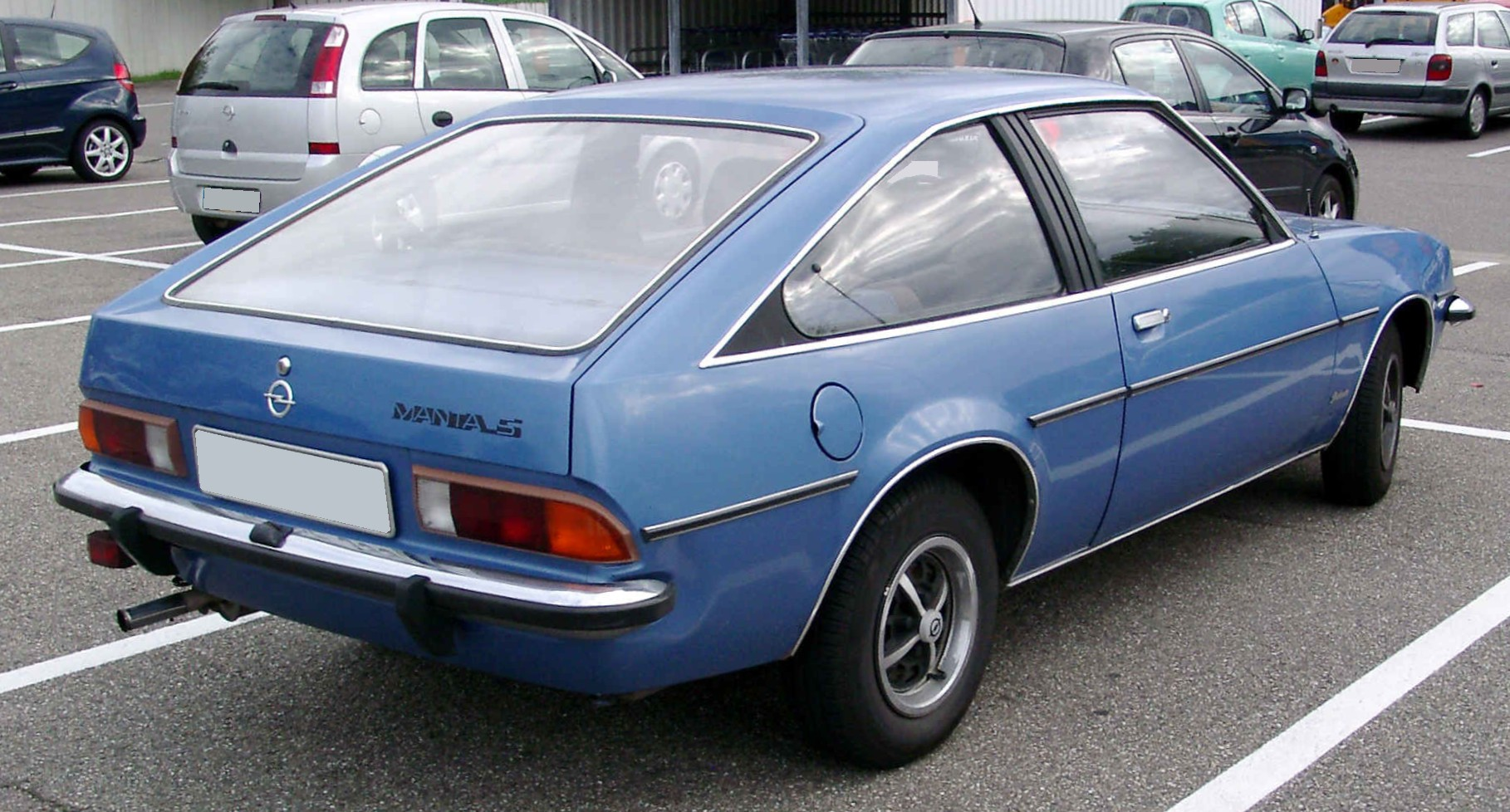
Heck des Manta CC (1978–1979)
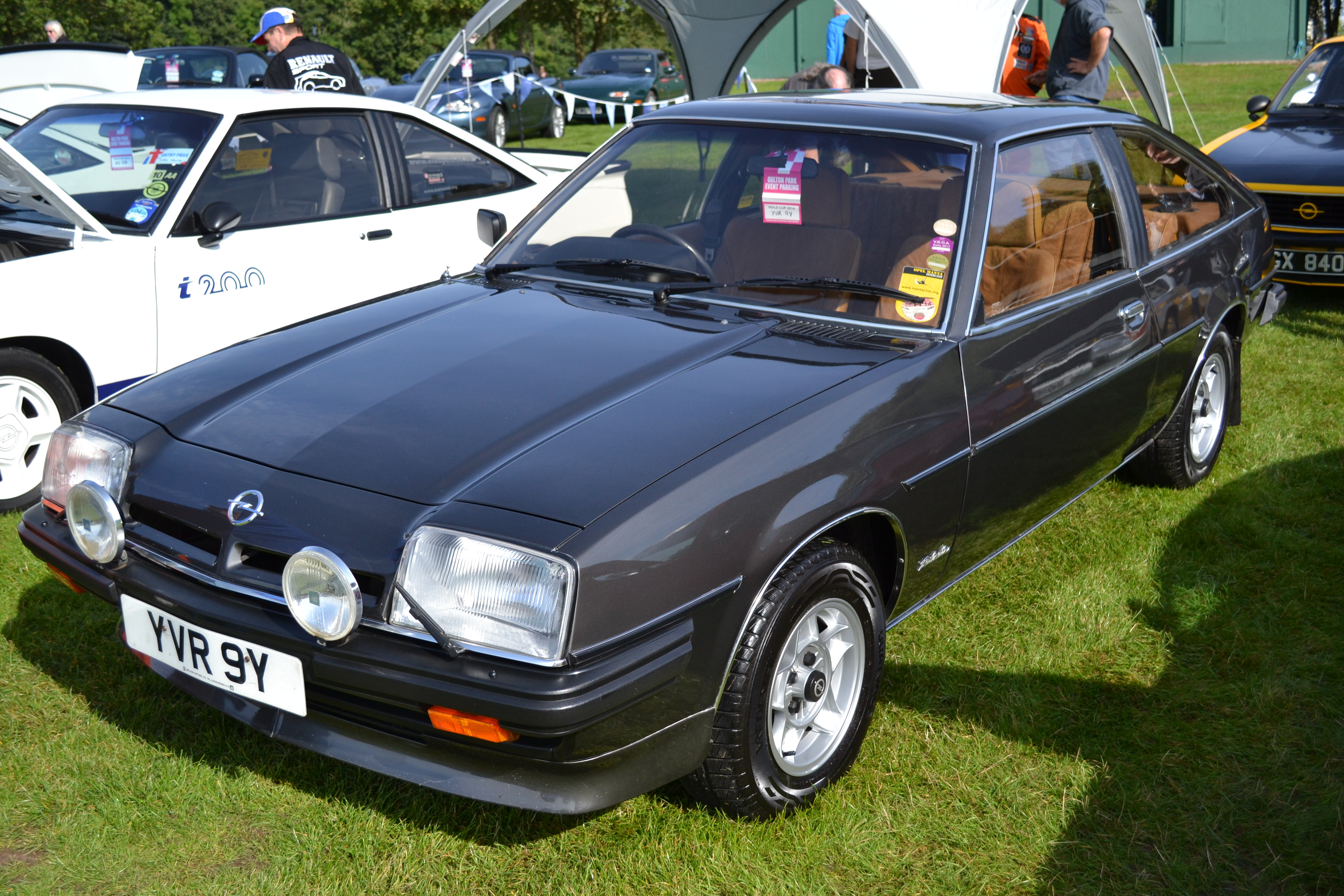
Manta CC Berlina (1979–1982)
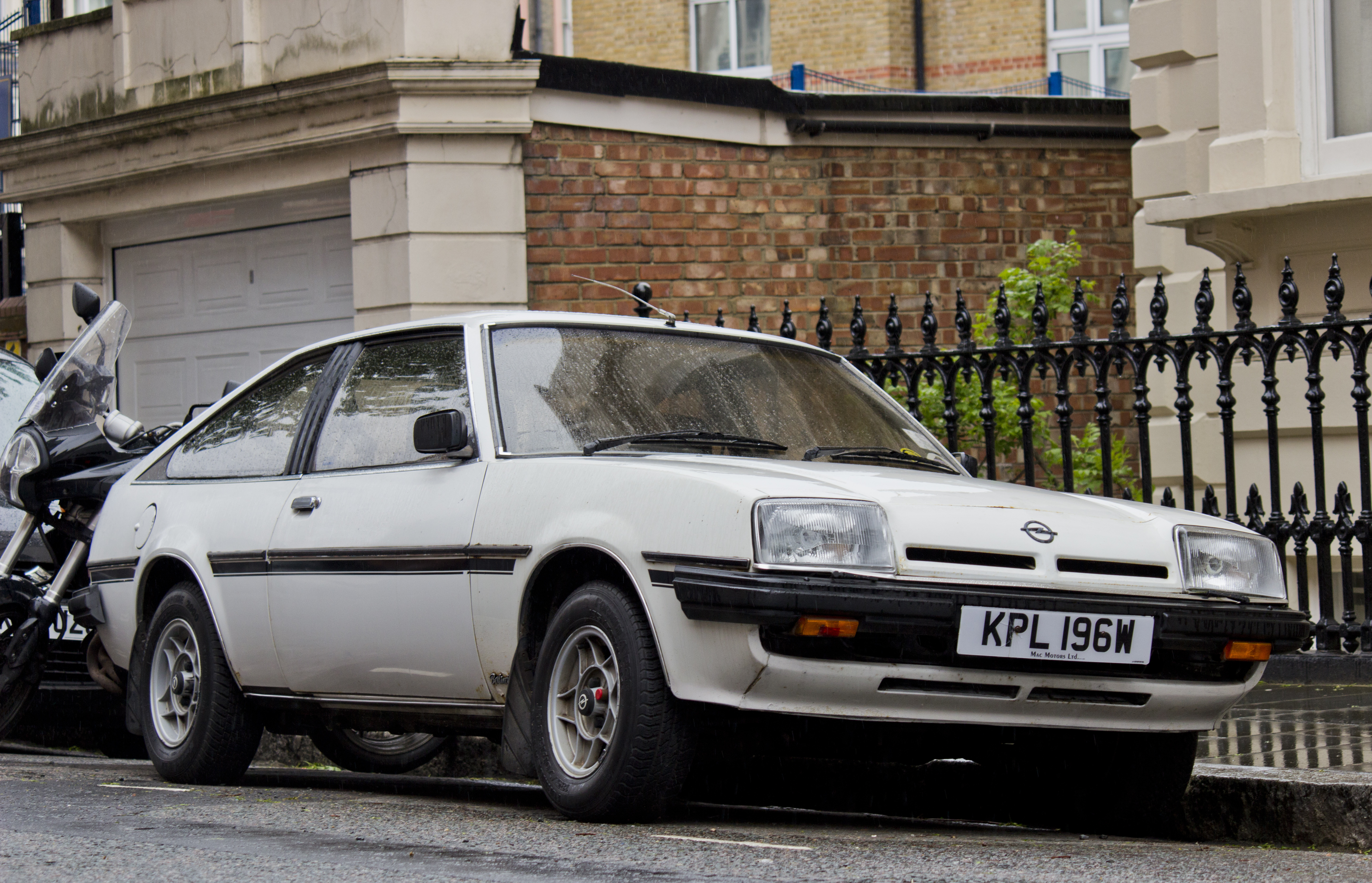
Manta CC (1979–1982)

### Opel Manta 400

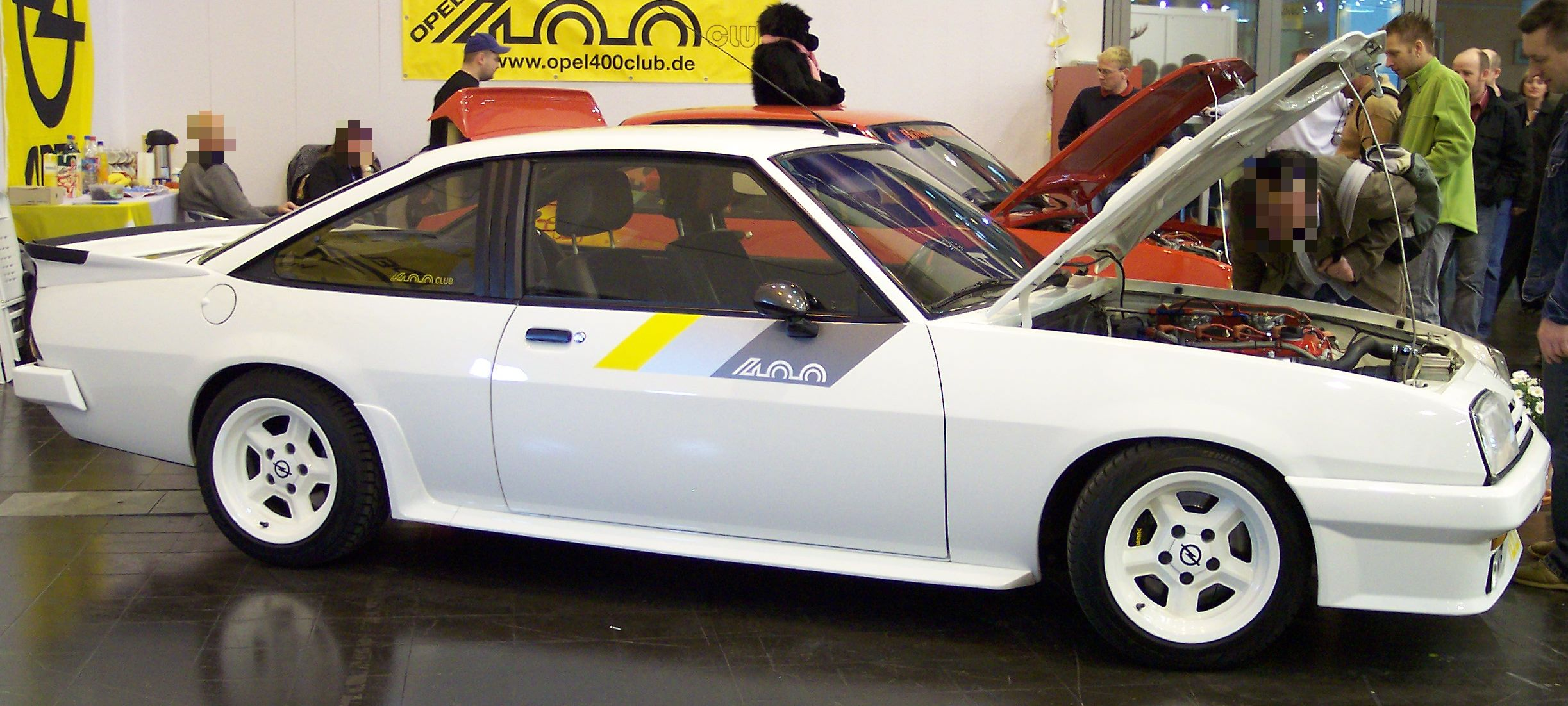
Opel Manta 400

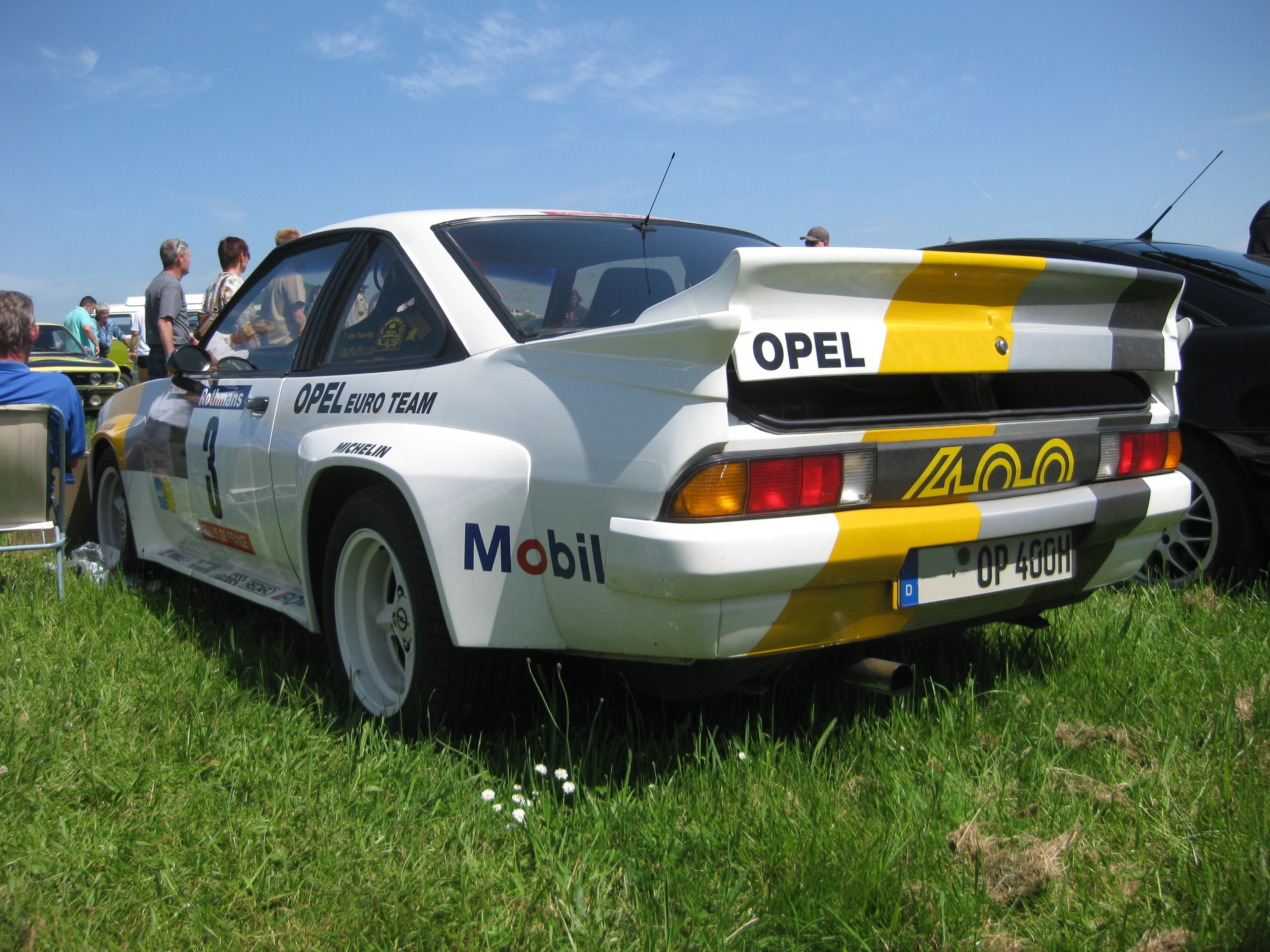
Opel Manta 400 Rallye-Breitbauversion

Auf dem Genfer Automobilsalon wurde im März 1981 der Manta 400 vorgestellt. Er war der Nachfolger des erfolgreichen Rallye-Fahrzeugs Ascona 400, mit dem Walter Röhrl 1982 Fahrer-Weltmeister geworden war. Der Manta 400 war eigentlich ein reines Wettbewerbsfahrzeug, das wegen des motorsportlichen Reglements der damaligen Gruppe B aber in einer Stückzahl von mindestens 200 Fahrzeugen hergestellt werden musste. Der Manta 400 wurde von einem 2,4-Liter-Motor mit Leichtmetallzylinderkopf, vier Ventilen pro Zylinder und zwei obenliegenden Nockenwellen angetrieben. Serienmäßig leistete der 960 kg schwere Rallyewagen 106 kW (144 PS), je nach Ausbaustufe konnten es aber auch bis zu 200 kW (272 PS) sein. Scheibenbremsen an allen Rädern (vorne innenbelüftet) und ein Sperrdifferenzial gehörten zum Lieferumfang. Bis 1984 entstanden 245 Exemplare des Manta 400. Zur Wahl stand dem Käufer die sogenannte schmale Karosserie oder die Rallye-Breitbauversion mit breiteren GFK-Kotflügeln vorn und Kotflügelverbreiterungen ebenfalls aus GFK an den hinteren Radläufen. Sie hatte auch breitere Reifen: An der Hinterachse bis zu 285 mm breite Reifen auf 15 Zoll großen Ronal-Rädern, an der Vorderachse waren es 225 mm. Diese Bereifung und auch die Kotflügelverbreiterungen ließen das Fahrzeug bulliger erscheinen.
Außerdem wurde ein Prototyp des Manta 400 auf der Basis des CC gebaut, der dem Irmscher i2800 ähnlich sah und die komplette Technik des Manta 400 hatte.

### Modellpflege

Logo des Manta GT/E

Im Frühjahr 1982 erhielt der Manta ein umfangreiches Facelift mit Elementen der Rallyeversion des Manta 400. Das Frontblech bekam vier statt zwei Kühlluft-Öffnungen. Die Stoßstangen waren aus in Wagenfarbe lackiertem Kunststoff. Die Frontstoßfänger hatten einen integrierten Spoiler. Die Rahmen der Rückleuchtengehäuse waren nun schwarz, nicht mehr rotbraun.
Beim GT/E kamen seitliche Kunststoffschweller sowie eine lackierte Heckabrisskante hinzu. Schwarze Motorhauben und verchromte Zierelemente wurden nun nicht mehr verbaut. Der Innenraum und die Räder wurden neu gestaltet. Ab Frühjahr 1981 waren Recaro-Sportsitze beim GT/E serienmäßig.
Manta und Manta CC gab es in den Ausführungen GT/J, Berlinetta und GT/E. Vier Motoren standen zur Wahl: 1,3 S OHC mit 55 kW (75 PS), ein neuer 1,8-S-OHC-Motor mit 66 kW (90 PS), 2,0 S mit 74 kW (100 PS) und 2,0 E mit 81 kW (110 PS). Günstigster Manta war der GT/J mit 55 kW (75 PS) für 16.145 DM, exklusivstes Modell der Manta CC Berlinetta mit 81 kW (110 PS) für 20.295 DM.
Ab Herbst 1982 stand ein Fünfgang-Getriebe zur Verfügung, das im GT/E serienmäßig war. Der 2,0 E-Motor war fortan mit der Bosch LE-Jetronic, elektronischer Zündung und Schubabschaltung ausgestattet. Ab Februar 1983 gab es die Heckabrisskante für alle Modelle (bis dahin nur am GT/E). Ab Herbst 1983 waren nur noch der Manta GT und der Manta GT/E im Angebot. Der Manta GT ersetzte den bisherigen GT/J und war das Basismodell. Der 2,0 S-Motor entfiel.
Im Herbst 1984 wurde die Bezeichnung des Manta GT/E wie zuvor beim Kadett in GSi geändert. Weiterhin im Angebot war der Manta GT, die Motorenpalette blieb unverändert. Günstigstes Angebot war der Manta GT 1,3 S mit 55 kW (75 PS) für 18.155 DM, am oberen Ende des Angebots fand sich der Manta CC GSI für 22.470 DM.
Ab April 1985 war der Manta GSi Exclusiv erhältlich, den es nicht als CC gab. Dieses von Irmscher veredelte Sondermodell hatte runde Doppelscheinwerfer, spezielle Polsterstoffe im Innenraum sowie ein Dreispeichen-Lederlenkrad. Lieferbar waren zunächst nur die Lackierungen Monacoblau oder Dakargold. Die Leichtmetallräder hatten eine spezielle Farbgestaltung (Anthrazit mit Silberrand) und ein dreiteiliger lackierter Heckflügel war serienmäßig. Zwischen den Rückleuchten befand sich eine schwarze Blende, und das Kennzeichen saß an der hinteren Stoßstange. Gegen Aufpreis war eine Heckschürze erhältlich.
Im Sommer 1985 wurden neue Polsterstoffe eingeführt, ansonsten gab es keine Veränderungen.
Ab Herbst 1986 entfiel der 1,3-S-Motor. Nun war nur noch der Manta GT 1,8 S mit 66 kW (90 PS) sowie der Manta GSi mit 81 kW (110 PS) im Angebot. Günstigster Manta war der GT 1,8 S für 20.725 DM, nobelster Manta der GSi Exclusiv für 24.550 DM.
Ab Sommer 1987 konnte man schließlich nur noch den Manta GSi mit 81 kW (110 PS) bestellen, weiterhin auch als CC. Nur das Sondermodell Exclusiv war als weitere Ausstattungsvariante noch im Programm. Wahlweise war der 2,0-E-Motor auch mit ungeregeltem Katalysator (Euronorm E1) lieferbar, er leistete dann 79 kW (107 PS).

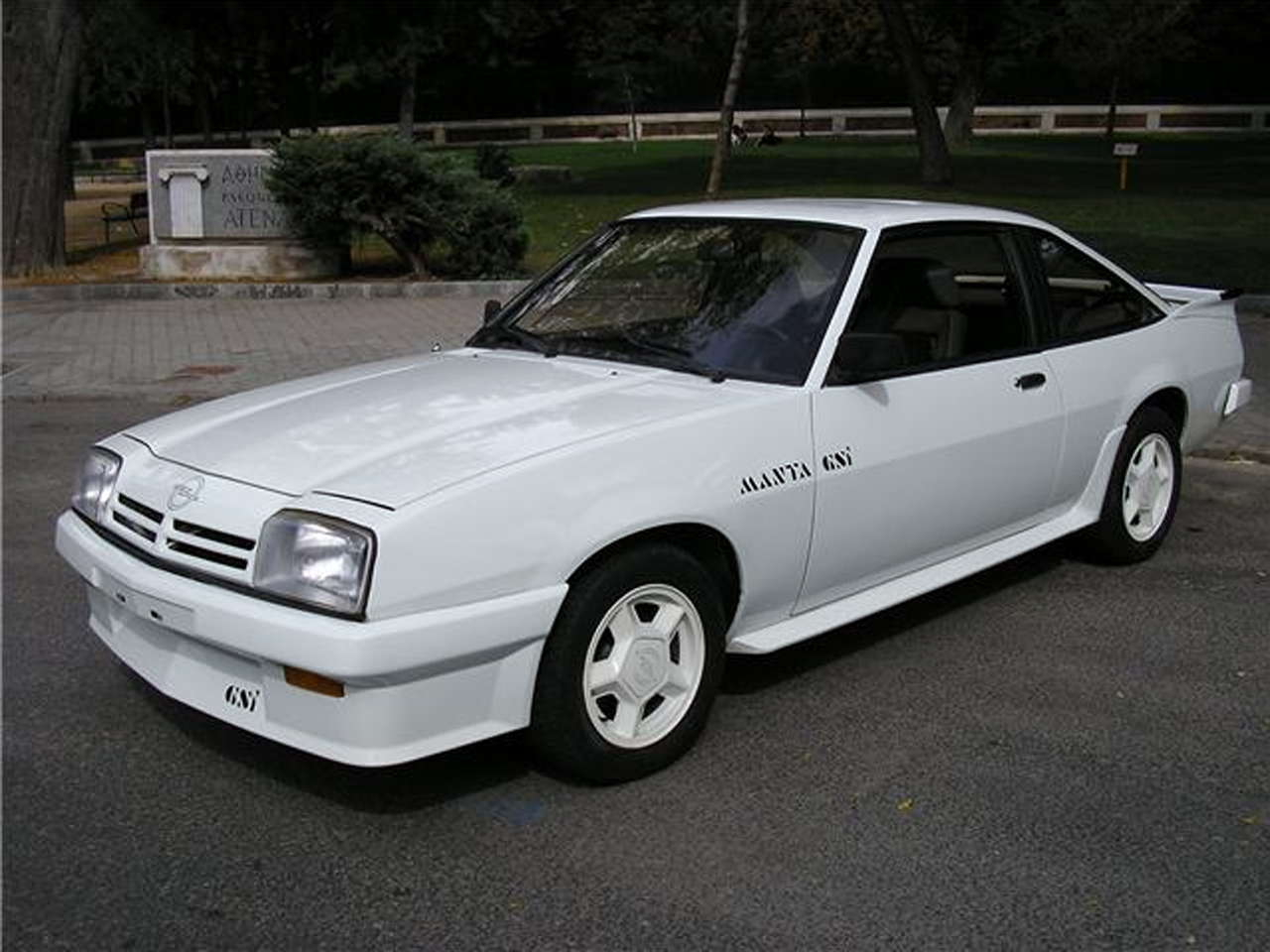
Opel Manta (1982–1986)
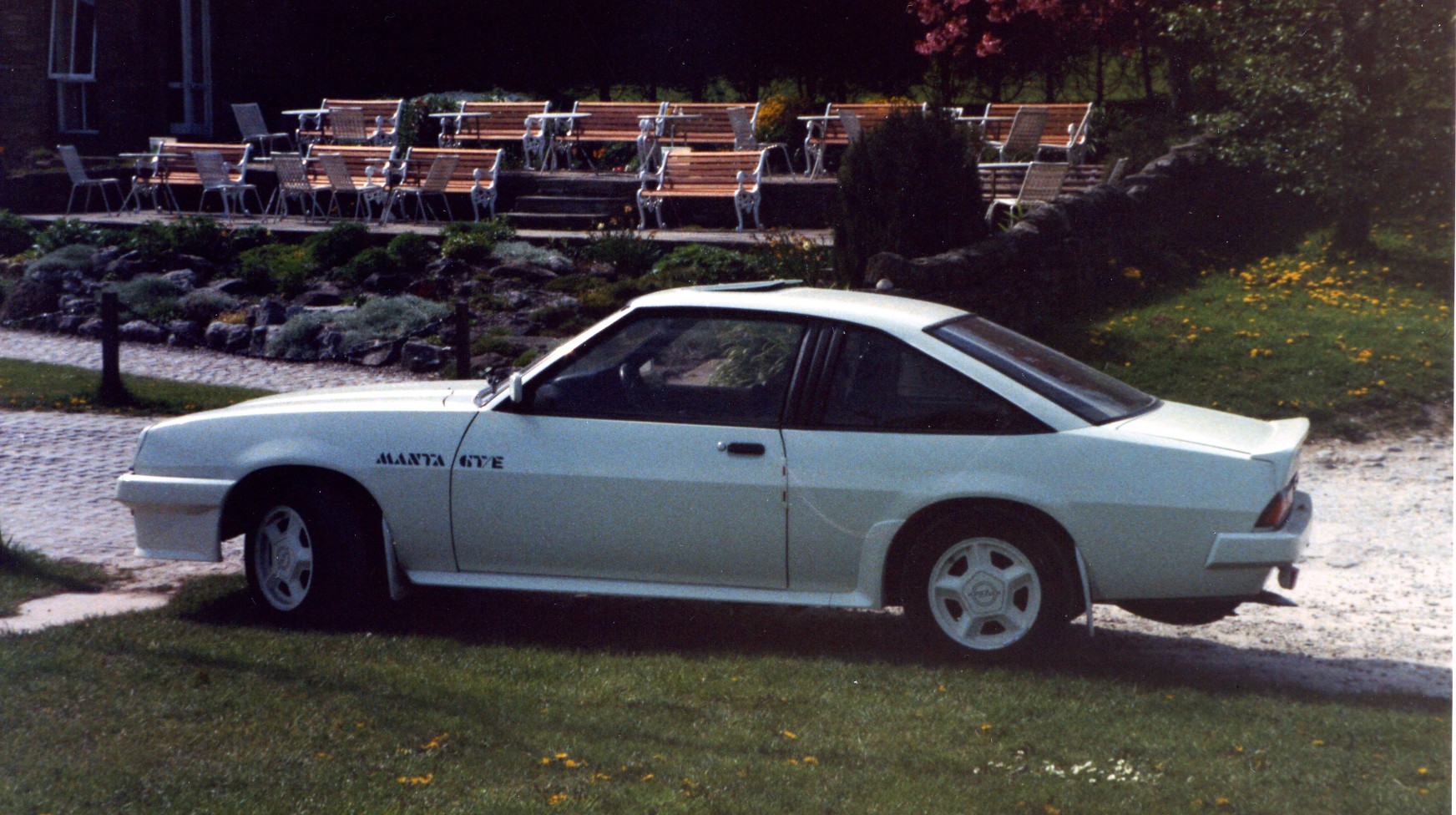
Opel Manta GT/E (1982–1984)
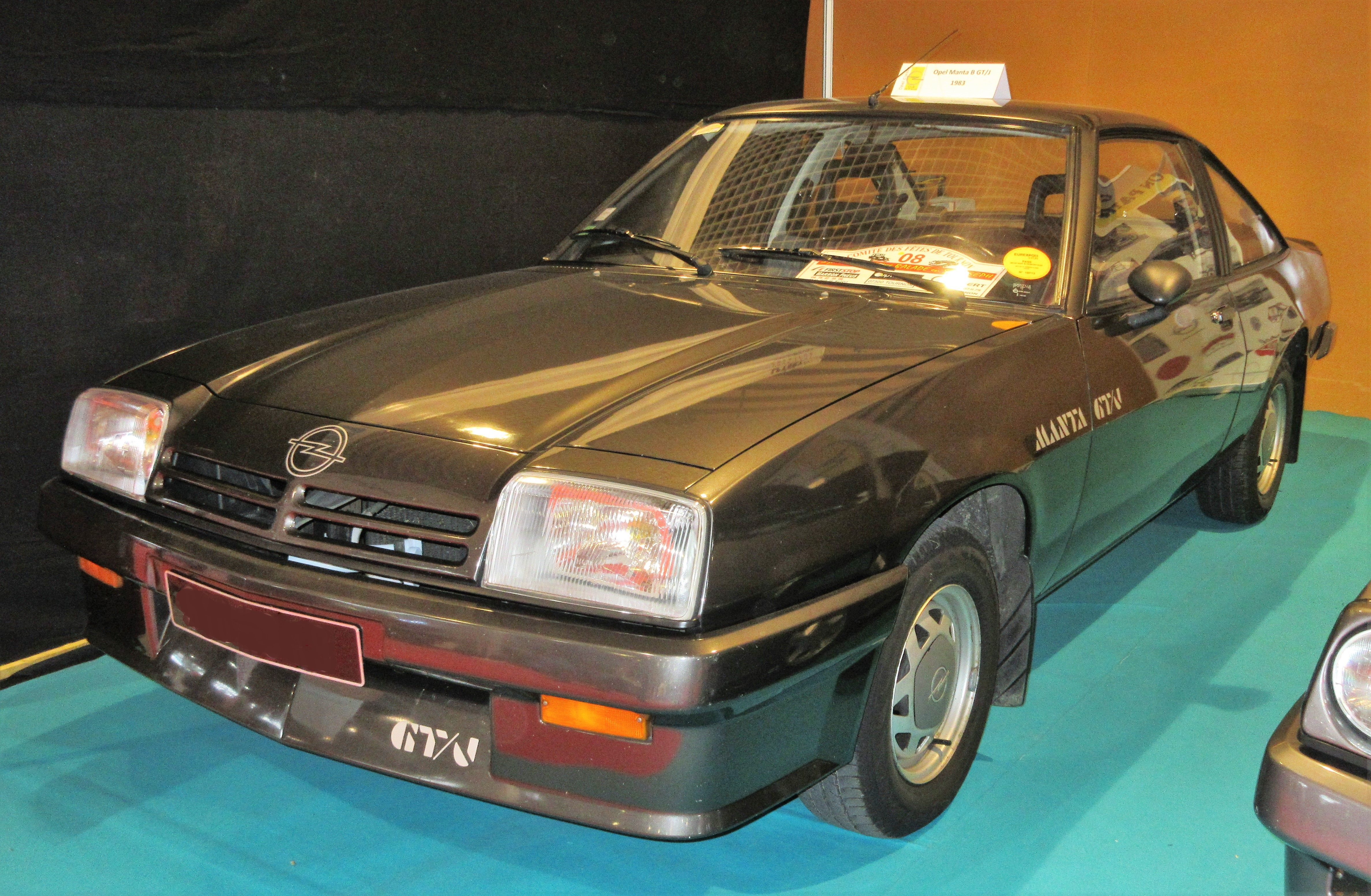
Opel Manta GT/J
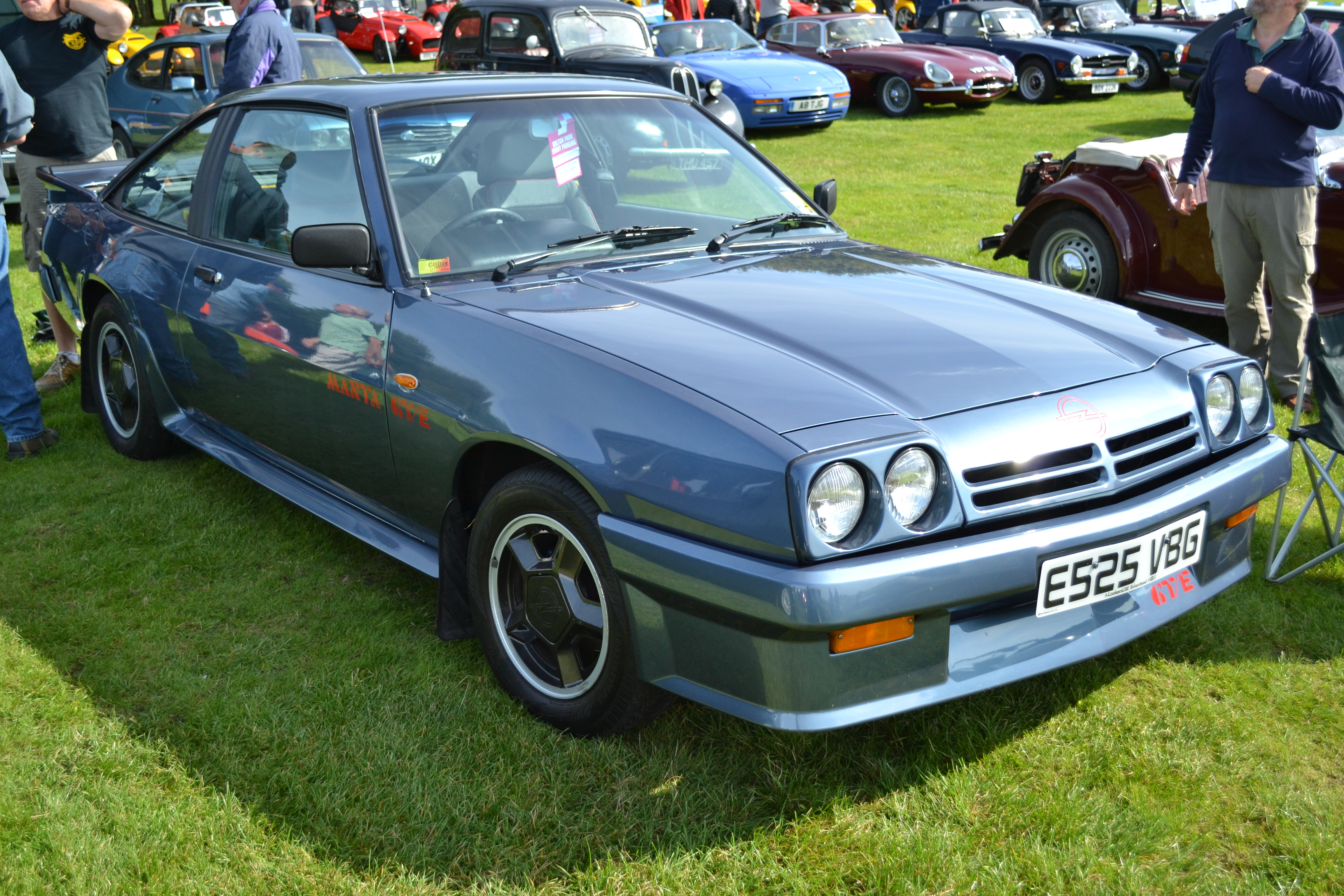
Opel Manta  GSi Exclusiv
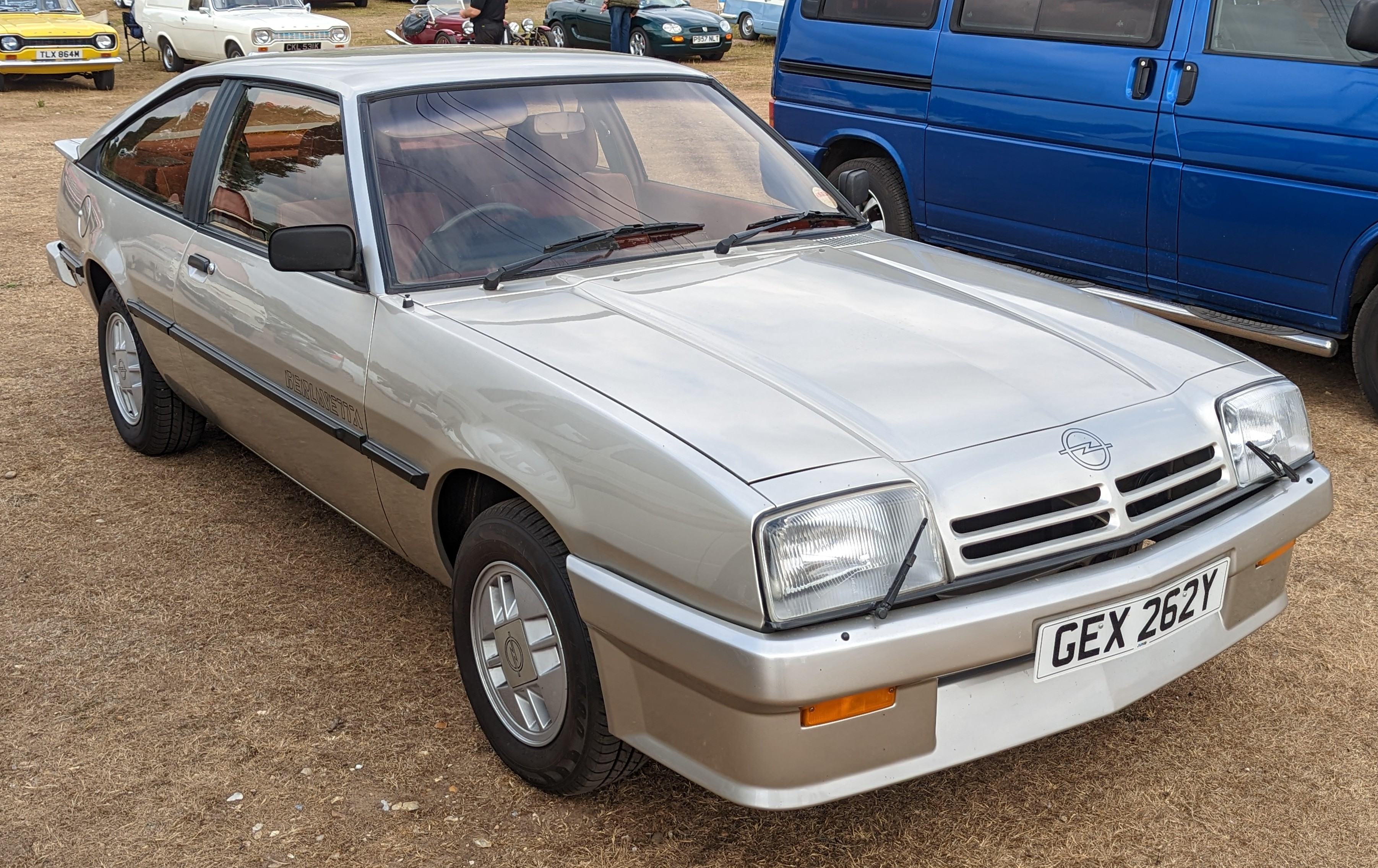
Opel Manta CC 1.8 S
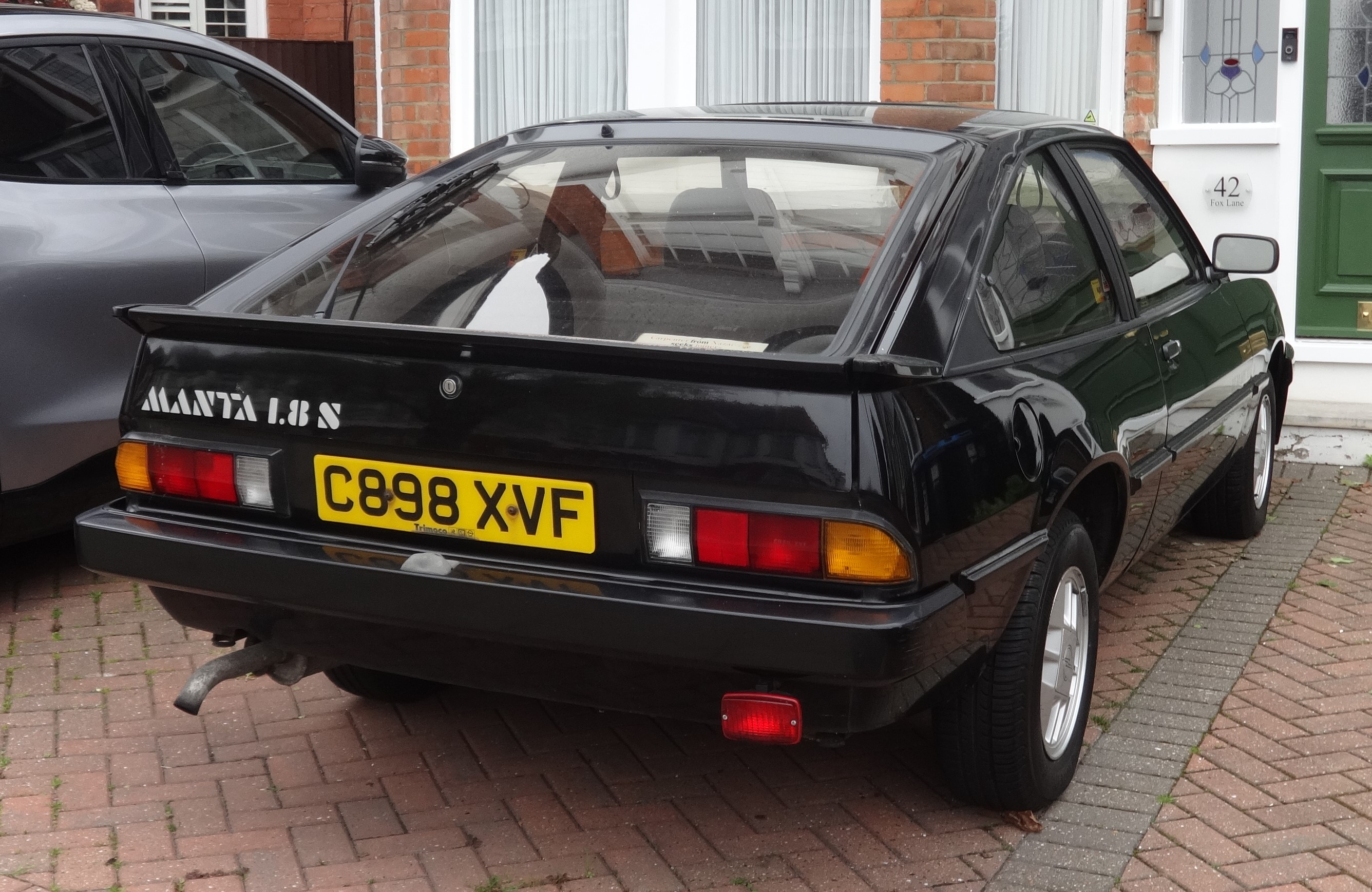
Opel Manta CC 1.8 S
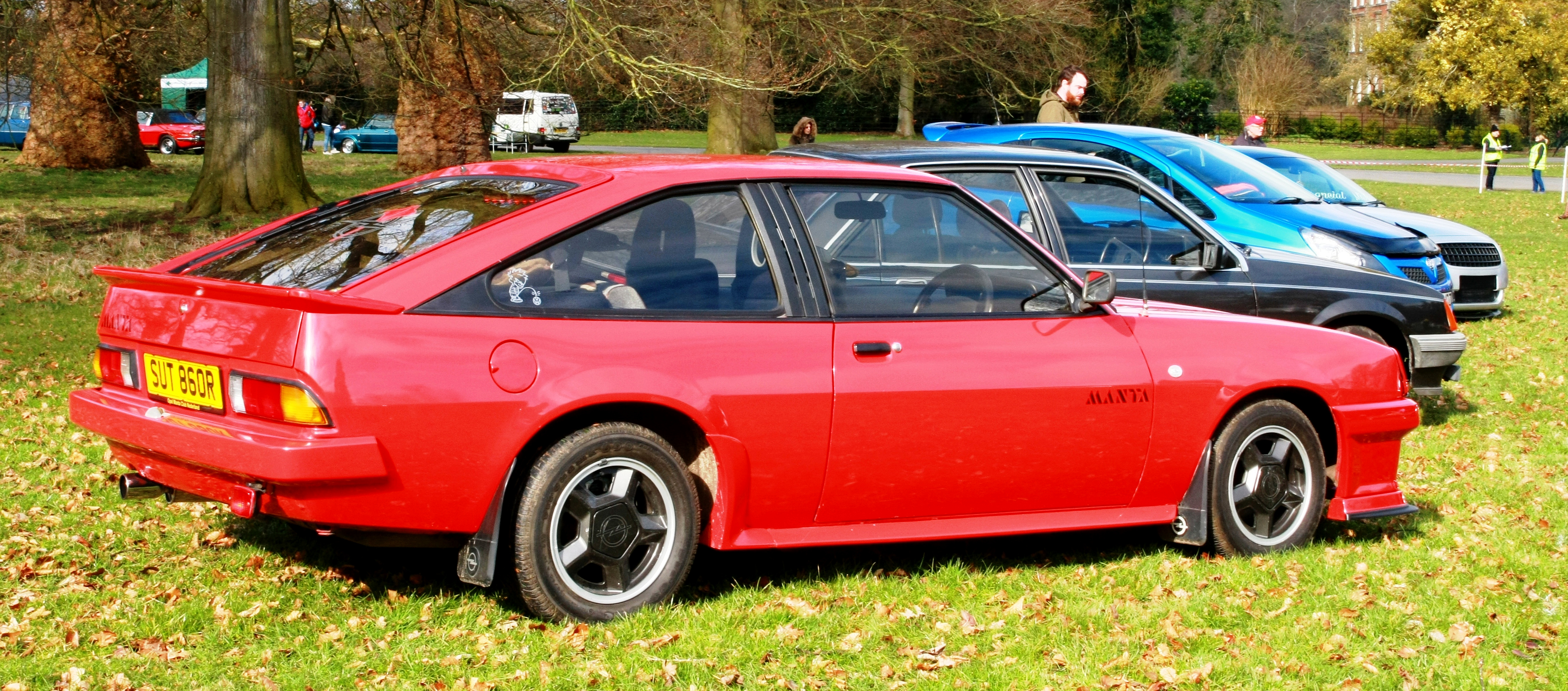
Opel Manta GT/E (1982–1984)
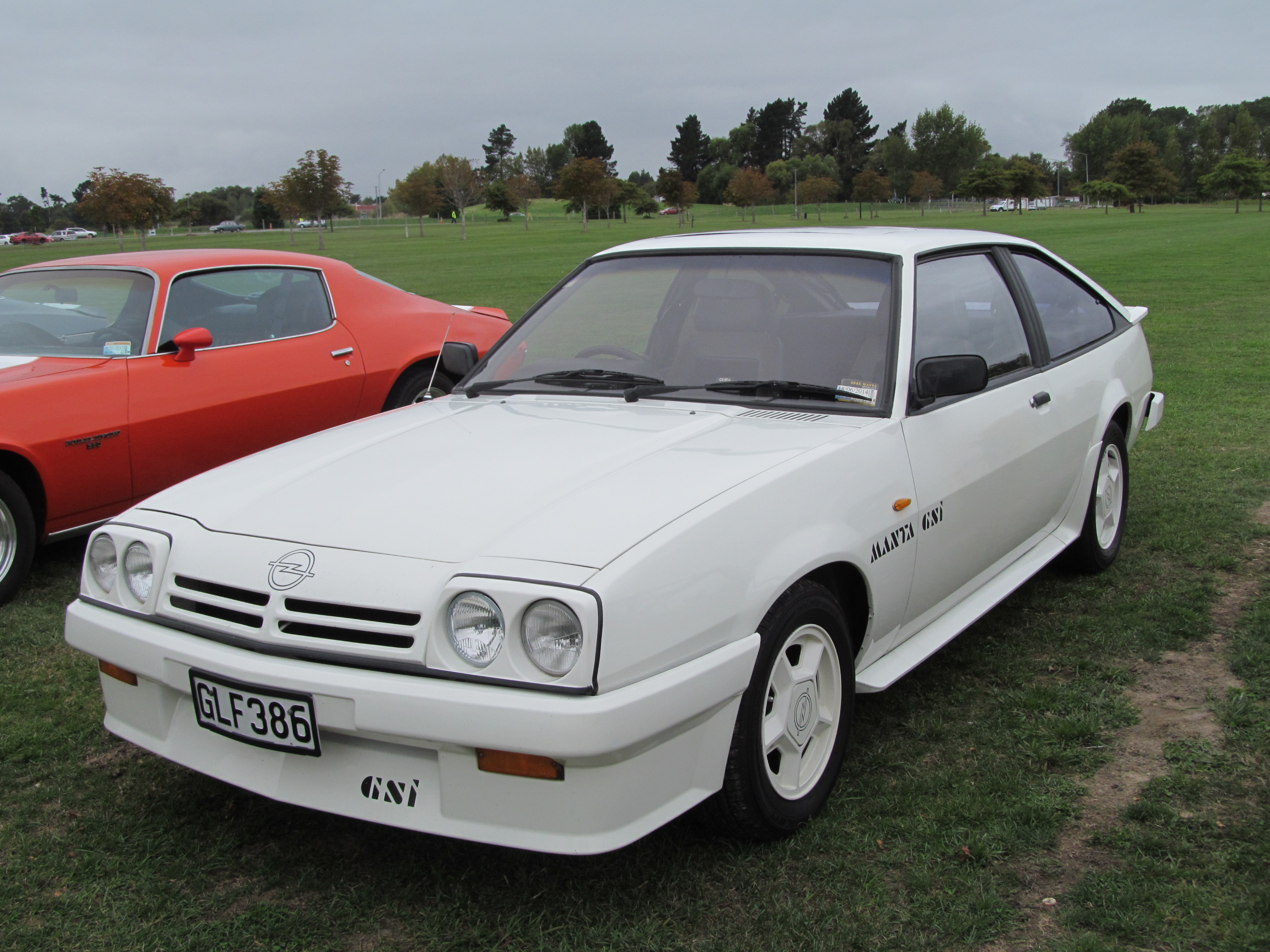
Opel Manta CC GSi (1984–1988)

### Die i-Modelle
Zwischenzeitlich waren einige weitere Sondermodelle im Angebot, die alle von der Firma Irmscher veredelt wurden und die zum Teil auch über die Opel-Händler zu beziehen waren. So der Manta i200, der in weißer oder astralsilberner Lackierung mit blau-roten Seitenstreifen (Rothmans-Dekor) und großem Heckflügel lieferbar war. Gebaut wurden laut Irmscher 3074 Exemplare. Er war mit einem leicht getunten 2,0-E-Motor ausgestattet, der 92 kW (125 PS) leistete.
Darüber hinaus gab es noch exotische Irmscher-Sondermodelle, wie den Manta i240 mit einem 2,4-Liter-Motor, von dem nur knapp 600 Fahrzeuge gefertigt wurden. Besonders selten ist der Manta i300 mit dem 3,0-Liter-Sechszylinder aus dem Senator/Monza, von dem nur 27 Exemplare entstanden.

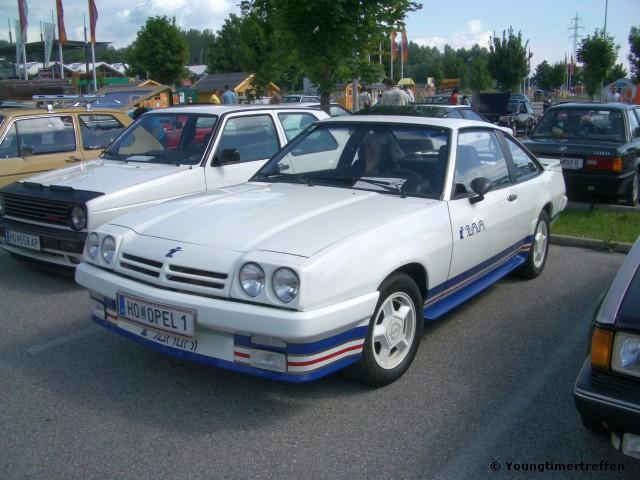
Opel Manta i200 (1984–1986)
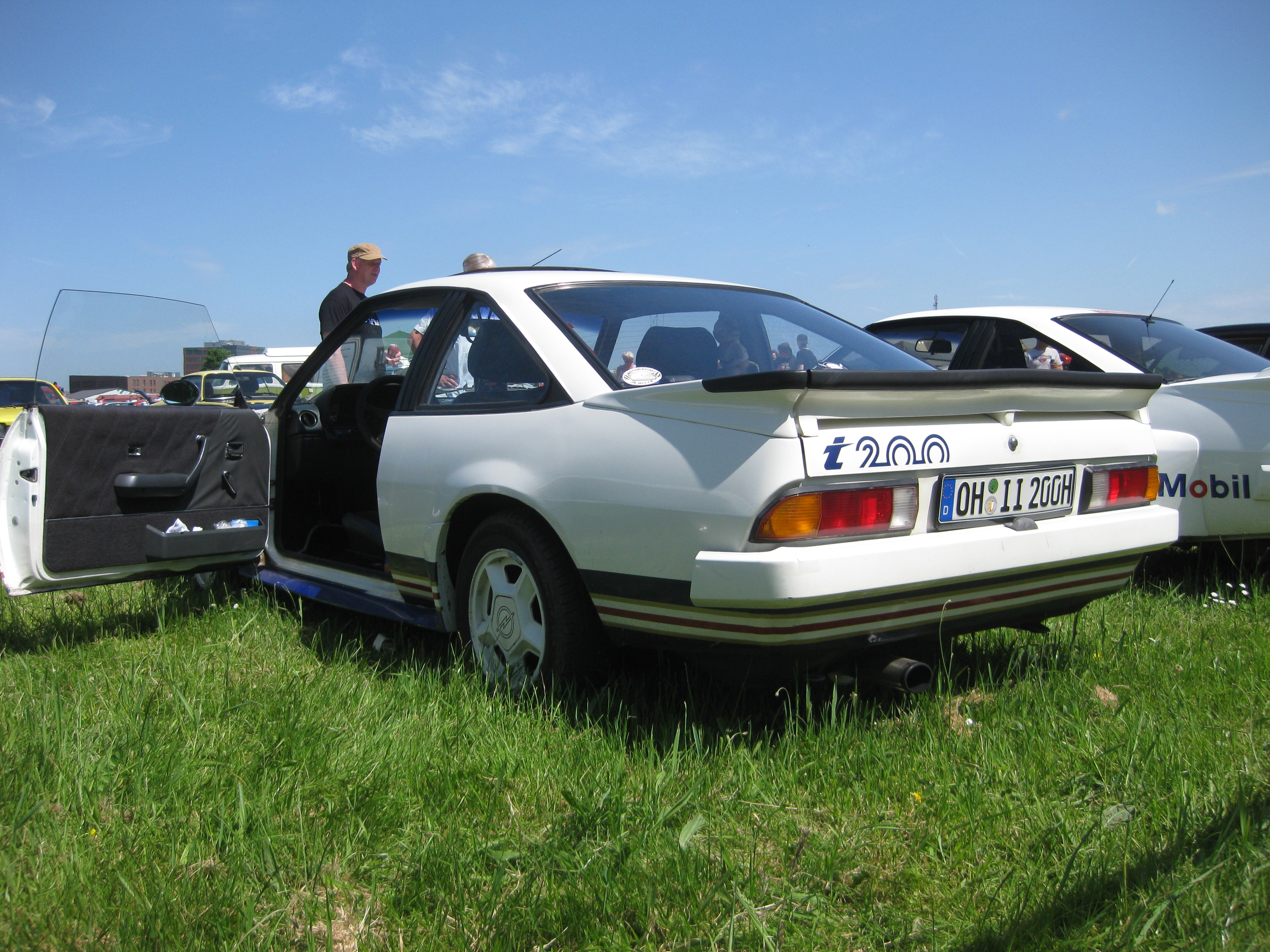
Opel Manta i200 Heckansicht
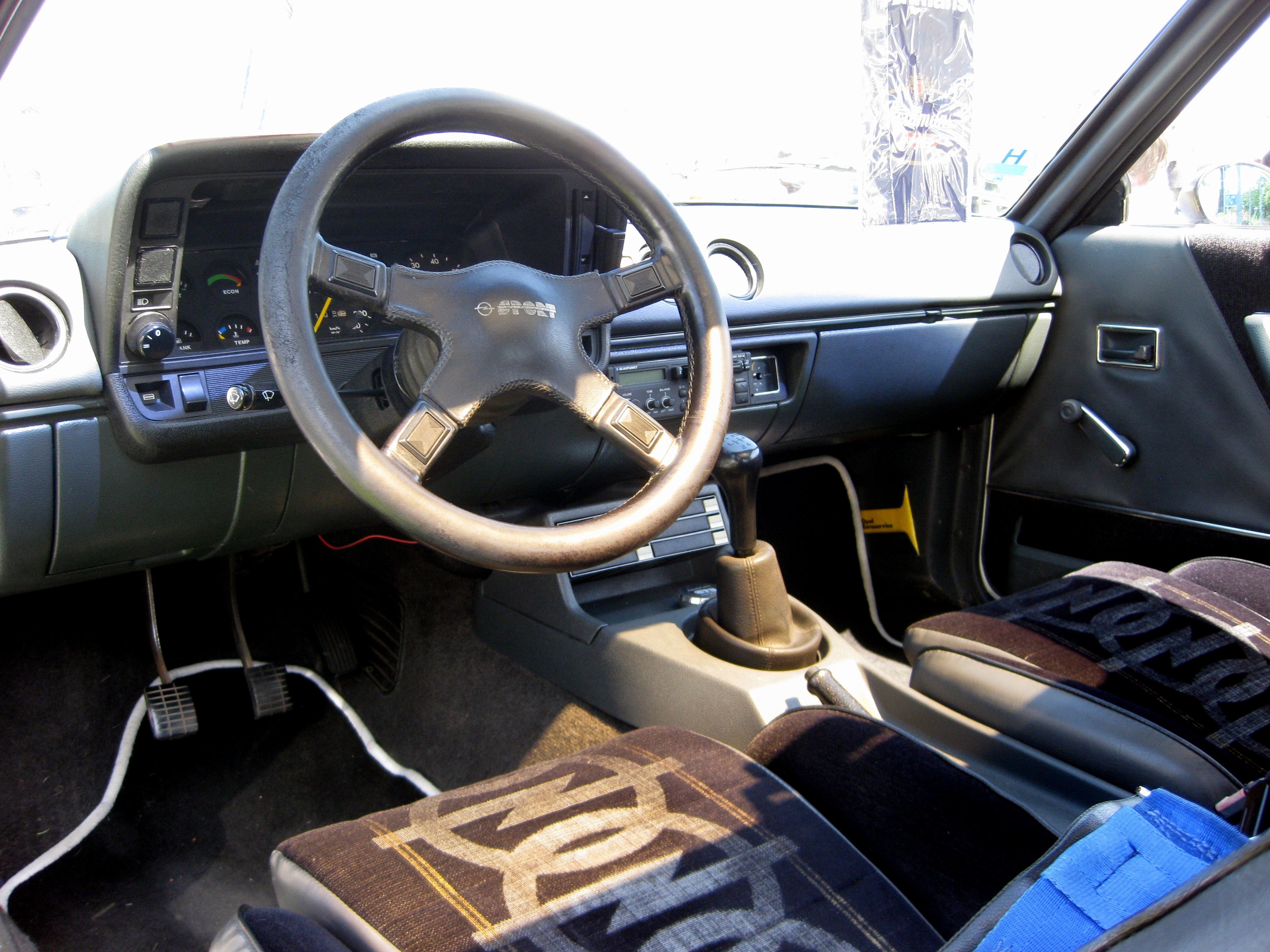
Opel Manta i200 Cockpit
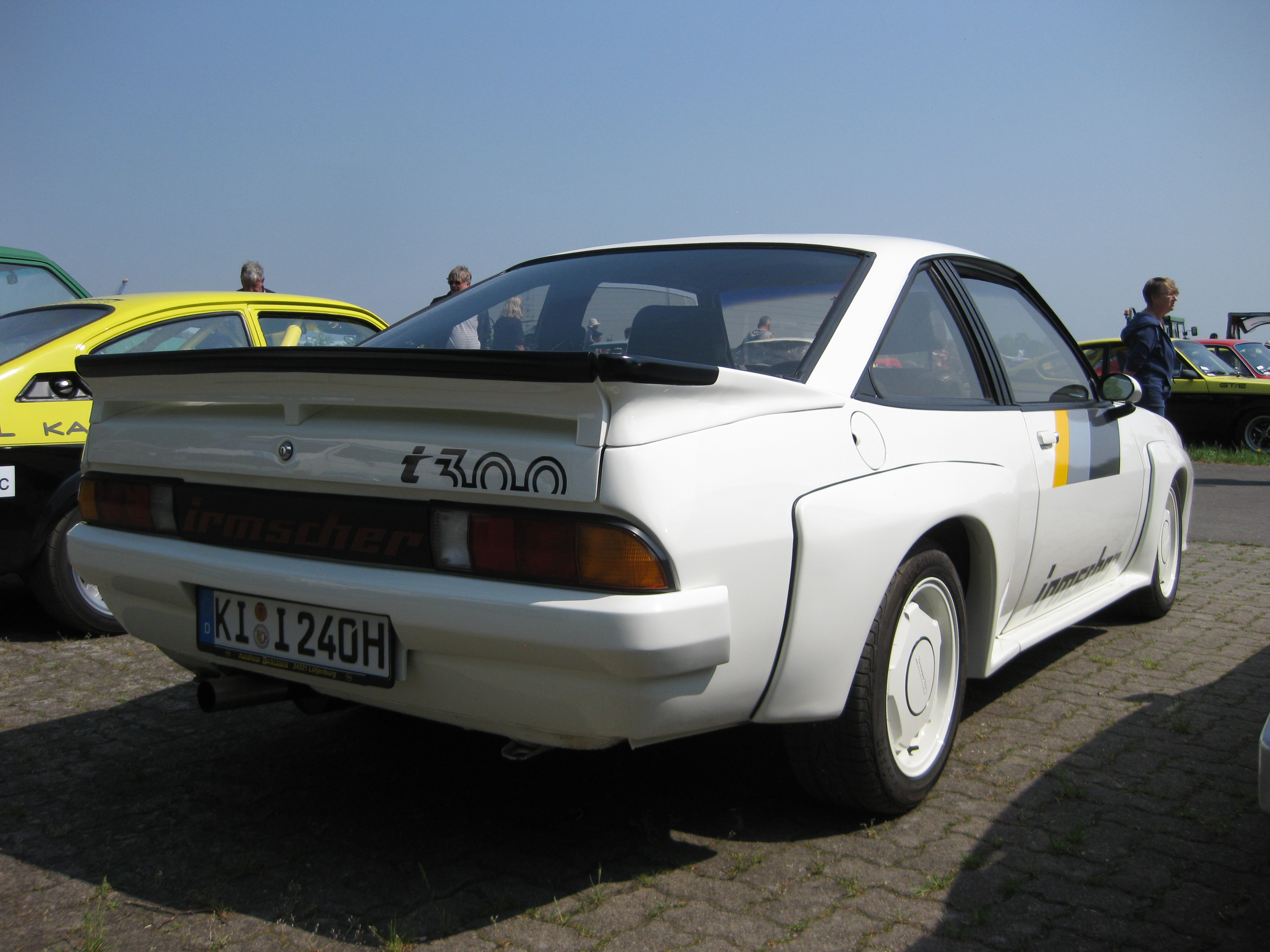
Opel Manta i300 Heckansicht
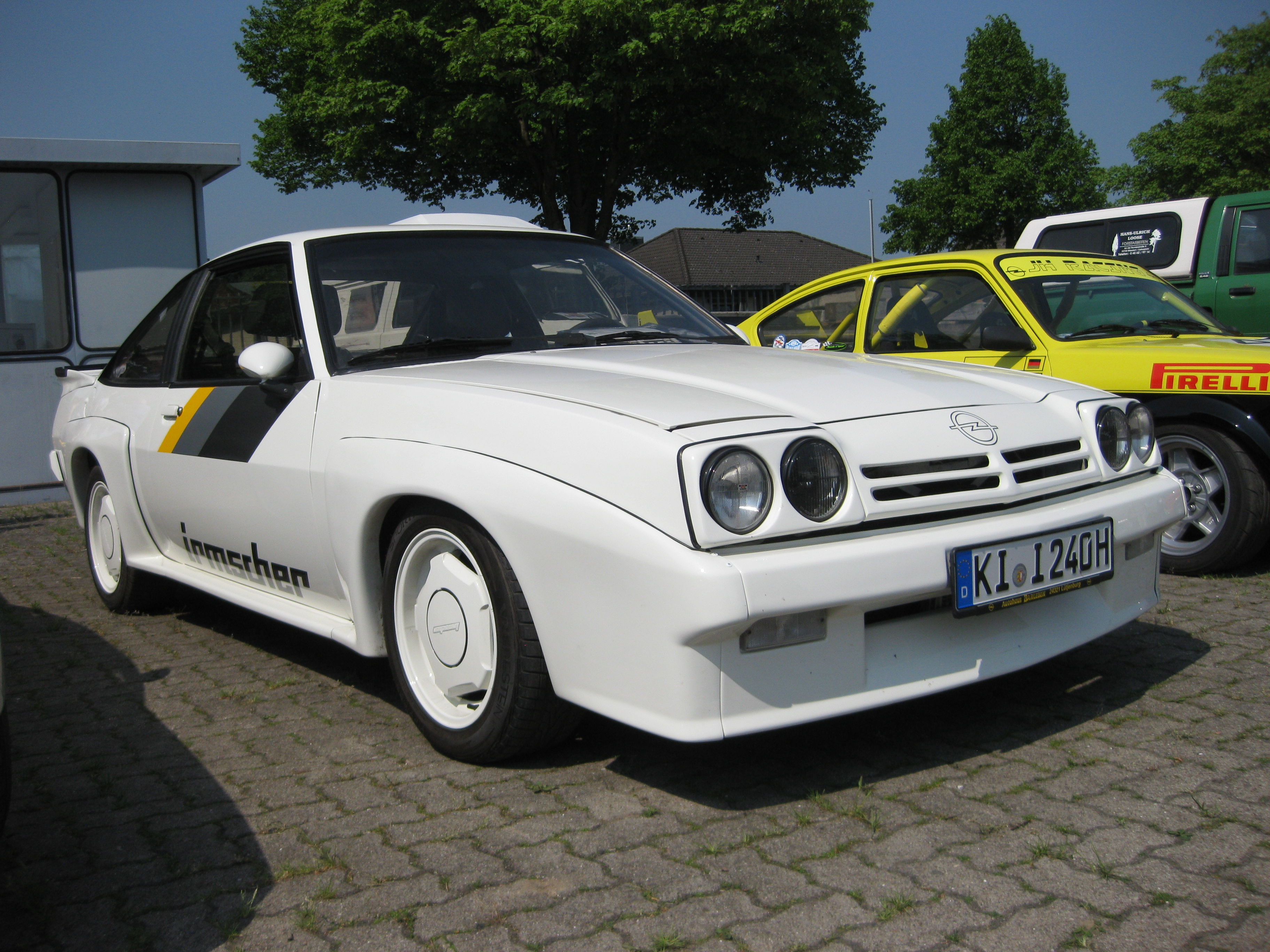
Opel Manta i300 Frontansicht

Am 28. August 1988 wurde die Produktion des Manta in Antwerpen nach insgesamt 1.056.436 Exemplaren endgültig eingestellt, davon waren 557.940 Stück Manta B. Mit Auslaufen des Ascona B wurde der Manta seit 1982 ausschließlich in Belgien produziert. Mit 13 Produktionsjahren war der Manta B das bisher am längsten hergestellte Opel-Modell.

## Produktionszahlen Manta B
Zwischen 1975 und 1988 wurden 534.634 Manta B hergestellt.
| Jahr     | 1975   | 1976    | 1977   | 1978   | 1979   | 1980   | 1981   | 1982   | 1983   | 1984   | 1985   | 1986   | 1987  | 1988  | Summe   |
| -------- | ------ | ------- | ------ | ------ | ------ | ------ | ------ | ------ | ------ | ------ | ------ | ------ | ----- | ----- | ------- |
| Manta    | 37.342 | 114.259 | 82.167 | 53.140 | 37.802 | 20.251 | 14.505 | 17.324 | 18.981 | 14.710 | 10.366 | 8.765  | 6.858 | 3.048 | 439.518 |
| Manta CC |        |         |        | 10.913 | 21.234 | 13.715 | 7.340  | 6.159  | 13.085 | 10.102 | 5.878  | 3.806  | 2.244 | 640   | 95.116  |
| Summe    | 37.342 | 114.259 | 82.167 | 64.053 | 59.036 | 33.966 | 21.845 | 23.483 | 32.066 | 24.812 | 16.244 | 12.571 | 9.102 | 3.688 | 534.634 |

Nachfolger war der auf der IAA 1989 vorgestellte und ab Juni 1990 verkaufte Opel Calibra, der auf der Mittelklasselimousine Vectra A basierte.

### Technische Daten
| Technische Daten Opel Manta B 1975–1988 | | | | | | | | | | | | | |
| Opel Manta                              | 1,2 N (1976–1979) | 1,2 S (1975–1979) | 1,3 N (1979–1980) | 1,3 S (1980–1986) | 1,6 N (1975–1980) | 1,6 S (1975–1976) | 1,8 S (1982–1983) | 1,9 N (1976–1980) | 1,9 S (1975–1978) | 1,9 E (1975–1977) | 2,0 N (1978–1980) | 2,0 S (1977–1983) | 2,0 E (1977–1988) |
| Motor                                   | 4-Zylinder-Reihenmotor (Viertakt)                                                                                                  | 4-Zylinder-Reihenmotor (Viertakt)                                                                                                  | 4-Zylinder-Reihenmotor (Viertakt)                                                                                                  | 4-Zylinder-Reihenmotor (Viertakt)                                                                                                  | 4-Zylinder-Reihenmotor (Viertakt)                                                                                                  | 4-Zylinder-Reihenmotor (Viertakt)                                                                                                  | 4-Zylinder-Reihenmotor (Viertakt)                                                                                                  | 4-Zylinder-Reihenmotor (Viertakt)                                                                                                  | 4-Zylinder-Reihenmotor (Viertakt)                                                                                                  | 4-Zylinder-Reihenmotor (Viertakt)                                                                                                  | 4-Zylinder-Reihenmotor (Viertakt)                                                                                                  | 4-Zylinder-Reihenmotor (Viertakt)                                                                                                  | 4-Zylinder-Reihenmotor (Viertakt)                                                                                                  |
| Hubraum                                 | 1196 cm³ | 1196 cm³ | 1297 cm³ | 1297 cm³ | 1584 cm³ | 1584 cm³ | 1796 cm³ | 1897 cm³ | 1897 cm³ | 1897 cm³ | 1979 cm³ | 1979 cm³ | 1979 cm³ |
| Bohrung × Hub                           | 79 × 61 mm | 79 × 61 mm | 75 × 73,4 mm | 75 × 73,4 mm | 85 × 69,8 mm | 85 × 69,8 mm | 84,8 × 79,5 mm | 93 × 69,8 mm | 93 × 69,8 mm | 93 × 69,8 mm | 95 × 69,8 mm | 95 × 69,8 mm | 95 × 69,8 mm |
| Leistung bei 1/min                      | 40 kW (55 PS) bei 5400 | 44 kW (60 PS) bei 5400 | 44 kW (60 PS) bei 5800 | 55 kW (75 PS) bei 5800 | 44 kW (60 PS) bei 5000 | 55 kW (75 PS) bei 5000 | 66 kW (90 PS) bei 5400 | 55 kW (75 PS) bei 4800 | 66 kW (90 PS) bei 4800 | 77 kW (105 PS) bei 5400 | 66 kW (90 PS) bei 5400 | 74 kW (100 PS) bei 5400 | 81 kW (110 PS) bei 5400 |
| Max. Drehmoment bei 1/min               | 83 Nm bei 3400 | 90 Nm bei 2600–3400 | 94 Nm bei 3800 | 96 Nm bei 4200 | 105 Nm bei 3000 – 3400 | 117 Nm bei 3800 | 141 Nm bei 3200 | 132 Nm bei 3400 | 150 Nm bei 2600–3800 | 152 Nm bei 4200 | 142 Nm bei 3800 | 150 Nm bei 3800 | 159 Nm bei 3400 |
| Gemischaufbereitung                     | 1 Fallstromvergaser | 1 Fallstromvergaser | 1 Fallstromvergaser | 1 Register-Fallstromvergaser | 1 Fallstromvergaser | 1 Register-Fallstromvergaser | 1 Register-Fallstromvergaser | 1 Fallstromvergaser | 1 Register-Fallstromvergaser | Elektronische Einspritzung (L-Jetronic)                                                                                            | 1 Register-Fallstromvergaser | 1 Register-Fallstromvergaser | Elektronische Einspritzung (L-, später LE-Jetronic)                                                                                |
| Ventilsteuerung                         | Hängende Ventile, mechanische Stößel, Stoßstangen und Kipphebel (seitliche Nockenwelle, Rollenkette)                               | Hängende Ventile, mechanische Stößel, Stoßstangen und Kipphebel (seitliche Nockenwelle, Rollenkette)                               | Hängende Ventile, Hydrostößel (obenliegende Nockenwelle, Zahnriemen)                                                               | Hängende Ventile, Hydrostößel (obenliegende Nockenwelle, Zahnriemen)                                                               | Hängende Ventile, mechanische Stößel, Kipphebel (obenliegende Nockenwelle, Duplexkette)                                            | Hängende Ventile, mechanische Stößel, Kipphebel (obenliegende Nockenwelle, Duplexkette)                                            | Hängende Ventile, Hydrostößel (obenliegende Nockenwelle, Zahnriemen)                                                               | Hängende Ventile, mechanische Stößel, (2,0 N/S/E Hydrostößel) Kipphebel (obenliegende Nockenwelle, Duplexkette)                    | Hängende Ventile, mechanische Stößel, (2,0 N/S/E Hydrostößel) Kipphebel (obenliegende Nockenwelle, Duplexkette)                    | Hängende Ventile, mechanische Stößel, (2,0 N/S/E Hydrostößel) Kipphebel (obenliegende Nockenwelle, Duplexkette)                    | Hängende Ventile, mechanische Stößel, (2,0 N/S/E Hydrostößel) Kipphebel (obenliegende Nockenwelle, Duplexkette)                    | Hängende Ventile, mechanische Stößel, (2,0 N/S/E Hydrostößel) Kipphebel (obenliegende Nockenwelle, Duplexkette)                    | Hängende Ventile, mechanische Stößel, (2,0 N/S/E Hydrostößel) Kipphebel (obenliegende Nockenwelle, Duplexkette)                    |
| Motor-Typ                               | OHV | OHV | OHC | OHC | CIH | CIH | OHC | CIH | CIH | CIH | CIH | CIH | CIH |
| Kühlung                                 | Wasserkühlung | Wasserkühlung | Wasserkühlung | Wasserkühlung | Wasserkühlung | Wasserkühlung | Wasserkühlung | Wasserkühlung | Wasserkühlung | Wasserkühlung | Wasserkühlung | Wasserkühlung | Wasserkühlung |
| Getriebe                                | 4-Gang-Getriebe, ab Sept. 1982 auch 5-Gang-Getriebe, Knüppelschaltung (a. W. (außer 1,2 N/S und 1,3 N/S) Dreigangautomatik (Opel)) | 4-Gang-Getriebe, ab Sept. 1982 auch 5-Gang-Getriebe, Knüppelschaltung (a. W. (außer 1,2 N/S und 1,3 N/S) Dreigangautomatik (Opel)) | 4-Gang-Getriebe, ab Sept. 1982 auch 5-Gang-Getriebe, Knüppelschaltung (a. W. (außer 1,2 N/S und 1,3 N/S) Dreigangautomatik (Opel)) | 4-Gang-Getriebe, ab Sept. 1982 auch 5-Gang-Getriebe, Knüppelschaltung (a. W. (außer 1,2 N/S und 1,3 N/S) Dreigangautomatik (Opel)) | 4-Gang-Getriebe, ab Sept. 1982 auch 5-Gang-Getriebe, Knüppelschaltung (a. W. (außer 1,2 N/S und 1,3 N/S) Dreigangautomatik (Opel)) | 4-Gang-Getriebe, ab Sept. 1982 auch 5-Gang-Getriebe, Knüppelschaltung (a. W. (außer 1,2 N/S und 1,3 N/S) Dreigangautomatik (Opel)) | 4-Gang-Getriebe, ab Sept. 1982 auch 5-Gang-Getriebe, Knüppelschaltung (a. W. (außer 1,2 N/S und 1,3 N/S) Dreigangautomatik (Opel)) | 4-Gang-Getriebe, ab Sept. 1982 auch 5-Gang-Getriebe, Knüppelschaltung (a. W. (außer 1,2 N/S und 1,3 N/S) Dreigangautomatik (Opel)) | 4-Gang-Getriebe, ab Sept. 1982 auch 5-Gang-Getriebe, Knüppelschaltung (a. W. (außer 1,2 N/S und 1,3 N/S) Dreigangautomatik (Opel)) | 4-Gang-Getriebe, ab Sept. 1982 auch 5-Gang-Getriebe, Knüppelschaltung (a. W. (außer 1,2 N/S und 1,3 N/S) Dreigangautomatik (Opel)) | 4-Gang-Getriebe, ab Sept. 1982 auch 5-Gang-Getriebe, Knüppelschaltung (a. W. (außer 1,2 N/S und 1,3 N/S) Dreigangautomatik (Opel)) | 4-Gang-Getriebe, ab Sept. 1982 auch 5-Gang-Getriebe, Knüppelschaltung (a. W. (außer 1,2 N/S und 1,3 N/S) Dreigangautomatik (Opel)) | 4-Gang-Getriebe, ab Sept. 1982 auch 5-Gang-Getriebe, Knüppelschaltung (a. W. (außer 1,2 N/S und 1,3 N/S) Dreigangautomatik (Opel)) |
| Radaufhängung vorn                      | Einzelradaufhängung an Doppelquerlenkern, Schraubenfedern                                                                          | Einzelradaufhängung an Doppelquerlenkern, Schraubenfedern                                                                          | Einzelradaufhängung an Doppelquerlenkern, Schraubenfedern                                                                          | Einzelradaufhängung an Doppelquerlenkern, Schraubenfedern                                                                          | Einzelradaufhängung an Doppelquerlenkern, Schraubenfedern                                                                          | Einzelradaufhängung an Doppelquerlenkern, Schraubenfedern                                                                          | Einzelradaufhängung an Doppelquerlenkern, Schraubenfedern                                                                          | Einzelradaufhängung an Doppelquerlenkern, Schraubenfedern                                                                          | Einzelradaufhängung an Doppelquerlenkern, Schraubenfedern                                                                          | Einzelradaufhängung an Doppelquerlenkern, Schraubenfedern                                                                          | Einzelradaufhängung an Doppelquerlenkern, Schraubenfedern                                                                          | Einzelradaufhängung an Doppelquerlenkern, Schraubenfedern                                                                          | Einzelradaufhängung an Doppelquerlenkern, Schraubenfedern                                                                          |
| Radaufhängung hinten                    | Starrachse mit Deichsel (Zentralgelenkachse), zwei Längslenker, Panhardstab, Schraubenfedern                                       | Starrachse mit Deichsel (Zentralgelenkachse), zwei Längslenker, Panhardstab, Schraubenfedern                                       | Starrachse mit Deichsel (Zentralgelenkachse), zwei Längslenker, Panhardstab, Schraubenfedern                                       | Starrachse mit Deichsel (Zentralgelenkachse), zwei Längslenker, Panhardstab, Schraubenfedern                                       | Starrachse mit Deichsel (Zentralgelenkachse), zwei Längslenker, Panhardstab, Schraubenfedern                                       | Starrachse mit Deichsel (Zentralgelenkachse), zwei Längslenker, Panhardstab, Schraubenfedern                                       | Starrachse mit Deichsel (Zentralgelenkachse), zwei Längslenker, Panhardstab, Schraubenfedern                                       | Starrachse mit Deichsel (Zentralgelenkachse), zwei Längslenker, Panhardstab, Schraubenfedern                                       | Starrachse mit Deichsel (Zentralgelenkachse), zwei Längslenker, Panhardstab, Schraubenfedern                                       | Starrachse mit Deichsel (Zentralgelenkachse), zwei Längslenker, Panhardstab, Schraubenfedern                                       | Starrachse mit Deichsel (Zentralgelenkachse), zwei Längslenker, Panhardstab, Schraubenfedern                                       | Starrachse mit Deichsel (Zentralgelenkachse), zwei Längslenker, Panhardstab, Schraubenfedern                                       | Starrachse mit Deichsel (Zentralgelenkachse), zwei Längslenker, Panhardstab, Schraubenfedern                                       |
| Bremsen                                 | Scheiben vorne, Ø 244 mm, Trommeln hinten                                                                                          | Scheiben vorne, Ø 244 mm, Trommeln hinten                                                                                          | Scheiben vorne, Ø 244 mm, Trommeln hinten                                                                                          | Scheiben vorne, Ø 244 mm, Trommeln hinten                                                                                          | Scheiben vorne, Ø 244 mm, Trommeln hinten                                                                                          | Scheiben vorne, Ø 244 mm, Trommeln hinten                                                                                          | Scheiben vorne, Ø 244 mm, Trommeln hinten                                                                                          | Scheiben vorne, Ø 244 mm, Trommeln hinten                                                                                          | Scheiben vorne, Ø 244 mm, Trommeln hinten                                                                                          | Scheiben vorne, Ø 244 mm, Trommeln hinten                                                                                          | Scheiben vorne, Ø 244 mm, Trommeln hinten                                                                                          | Scheiben vorne, Ø 244 mm, Trommeln hinten                                                                                          | Scheiben vorne, Ø 244 mm, Trommeln hinten                                                                                          |
| Karosserie                              | Stahlblech, selbsttragend | Stahlblech, selbsttragend | Stahlblech, selbsttragend | Stahlblech, selbsttragend | Stahlblech, selbsttragend | Stahlblech, selbsttragend | Stahlblech, selbsttragend | Stahlblech, selbsttragend | Stahlblech, selbsttragend | Stahlblech, selbsttragend | Stahlblech, selbsttragend | Stahlblech, selbsttragend | Stahlblech, selbsttragend |
| Spurweite vorn/hinten                   | 1380–1384/1375–1389 mm | 1380–1384/1375–1389 mm | 1380–1384/1375–1389 mm | 1380–1384/1375–1389 mm | 1380–1384/1375–1389 mm | 1380–1384/1375–1389 mm | 1380–1384/1375–1389 mm | 1380–1384/1375–1389 mm | 1380–1384/1375–1389 mm | 1380–1384/1375–1389 mm | 1380–1384/1375–1389 mm | 1380–1384/1375–1389 mm | 1380–1384/1375–1389 mm |
| Radstand                                | 2518 mm | 2518 mm | 2518 mm | 2518 mm | 2518 mm | 2518 mm | 2518 mm | 2518 mm | 2518 mm | 2518 mm | 2518 mm | 2518 mm | 2518 mm |
| Länge                                   | 4445 mm (CC: 4384 mm) | 4445 mm (CC: 4384 mm) | 4445 mm (CC: 4384 mm) | 4445 mm (CC: 4384 mm) | 4445 mm (CC: 4384 mm) | 4445 mm (CC: 4384 mm) | 4445 mm (CC: 4384 mm) | 4445 mm (CC: 4384 mm) | 4445 mm (CC: 4384 mm) | 4445 mm (CC: 4384 mm) | 4445 mm (CC: 4384 mm) | 4445 mm (CC: 4384 mm) | 4445 mm (CC: 4384 mm) |
| Leergewicht                             | 900–1090 kg | 900–1090 kg | 900–1090 kg | 900–1090 kg | 900–1090 kg | 900–1090 kg | 900–1090 kg | 900–1090 kg | 900–1090 kg | 900–1090 kg | 900–1090 kg | 900–1090 kg | 900–1090 kg |
| Höchstgeschwindigkeit                   | 138 km/h | 147 km/h | 144 km/h | 155 km/h | 150 km/h | 163 km/h | 178 km/h | 155 km/h | 172 km/h | 185 km/h | 167 km/h | 179 km/h | 192 km/h |
| 0–100 km/h                              | 20,5 s | 18,5 s | 19,0 s | 17,0 s | 17,0 s | 14,0 s | 12,0 s | 15 s | 12 s | 10,5 s | 12 s | 11,5 s | 10,5 s |
| Verbrauch (Liter/100 km nach DIN 70030) | 8,1 | 7,9 | 9,5 | 8,6 | 9,4 | 8,4 | 8,6 | 8,5 | 8,6 | 8,7 | 8,1 | 8,6 | 8,6 |
| Kraftstoffart                           | Normalbenzin | Superbenzin | Normalbenzin | Superbenzin | Normalbenzin | Superbenzin | Superbenzin | Normalbenzin | Superbenzin | Superbenzin | Normalbenzin | Superbenzin | Superbenzin |

## Manta GSe Elektromod (2021)
Im Frühjahr 2021 präsentierte Opel das Showcar GSe Elektromod mit Karosserie und Fahrwerk des Manta A. Wie der Name schon sagt, hat dieses 1,2 Tonnen schwere Modell einen Elektromotor. Er leistet maximal 108 kW (147 PS) und erreicht ein Drehmoment von 255 Newtonmeter. Ein Lithium-Ionen-Akkumulator mit einem Energieinhalt von 31 kWh soll eine Reichweite von rund 200 km ermöglichen. Die mit dem Opel GT X Experimental eingeführte Frontpartie wurde beim Elektromod zu einem Bildschirm („Pixel-Vizor“) weiterentwickelt. Darauf können animiert Werbesprüche wie „I am on a zero e-mission“ dargestellt werden. Im Innenraum blieben einige Elemente wie Fensterkurbeln, ein airbagloses Petri-Lenkrad oder ein Handbremshebel des originalen Manta erhalten. Demgegenüber stehen das Digital-Cockpit aus dem Opel Mokka B und die Sitze aus dem Opel Adam S. Der GSe Elektromod hat eine Straßenzulassung.

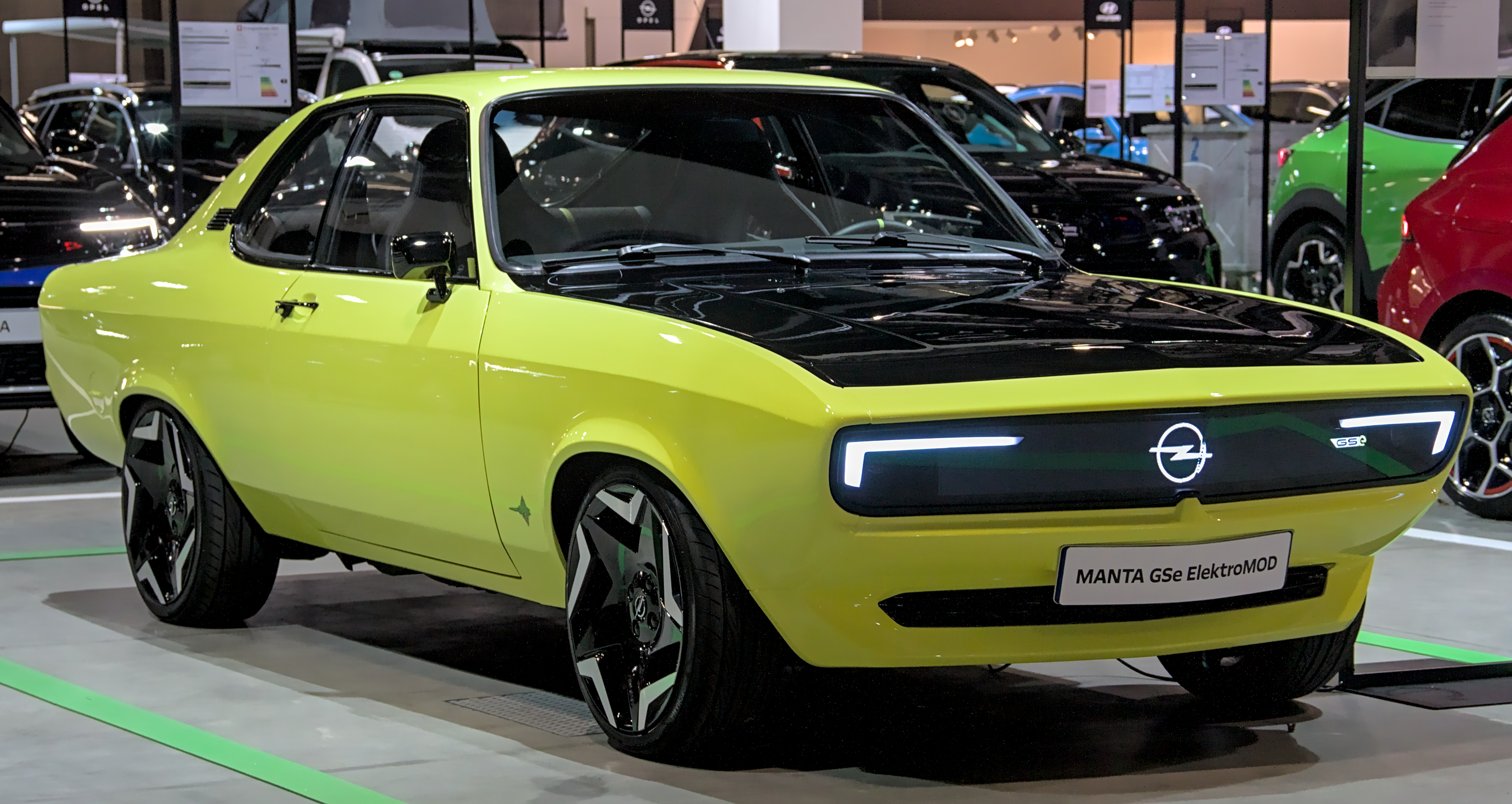
Der Opel Manta GSe Elektromod hat einen Bildschirm statt des Kühlergrills, auf dem zum Beispiel das Markenlogo…
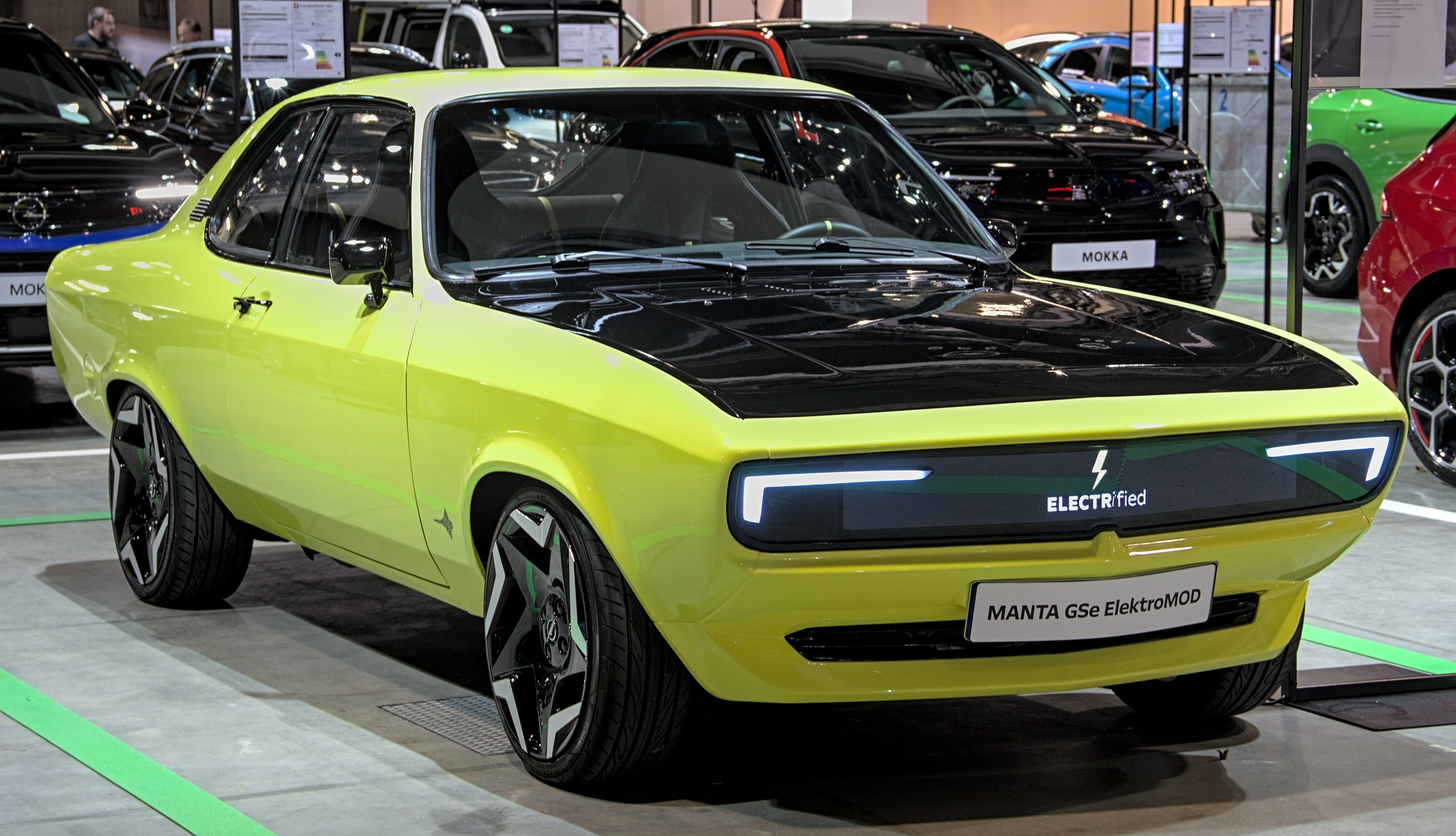
…oder unterschiedliche Mitteilungen dargestellt werden können.
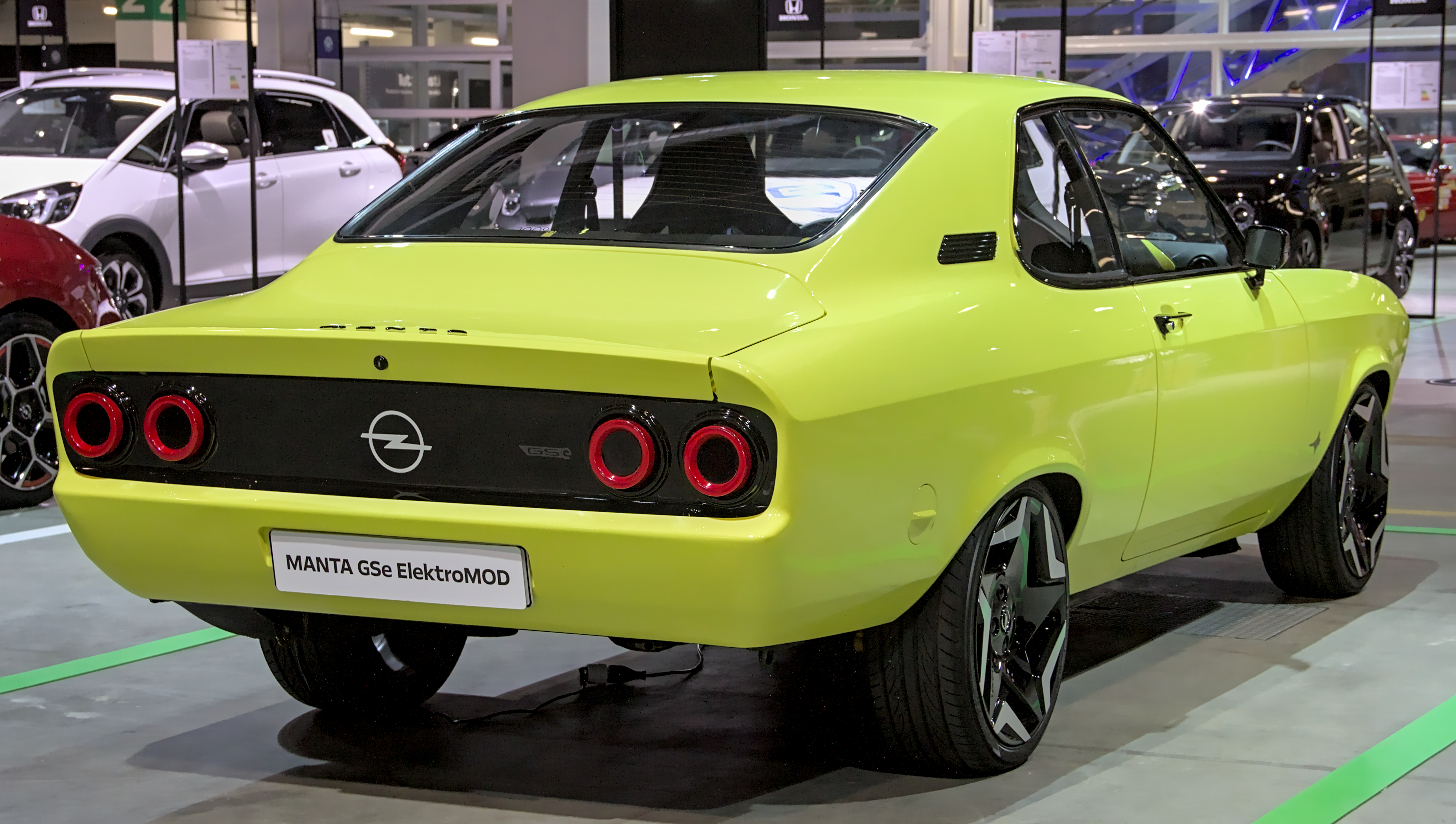
Heckansicht des Einzelstücks

## Kultfahrzeug und Klischees

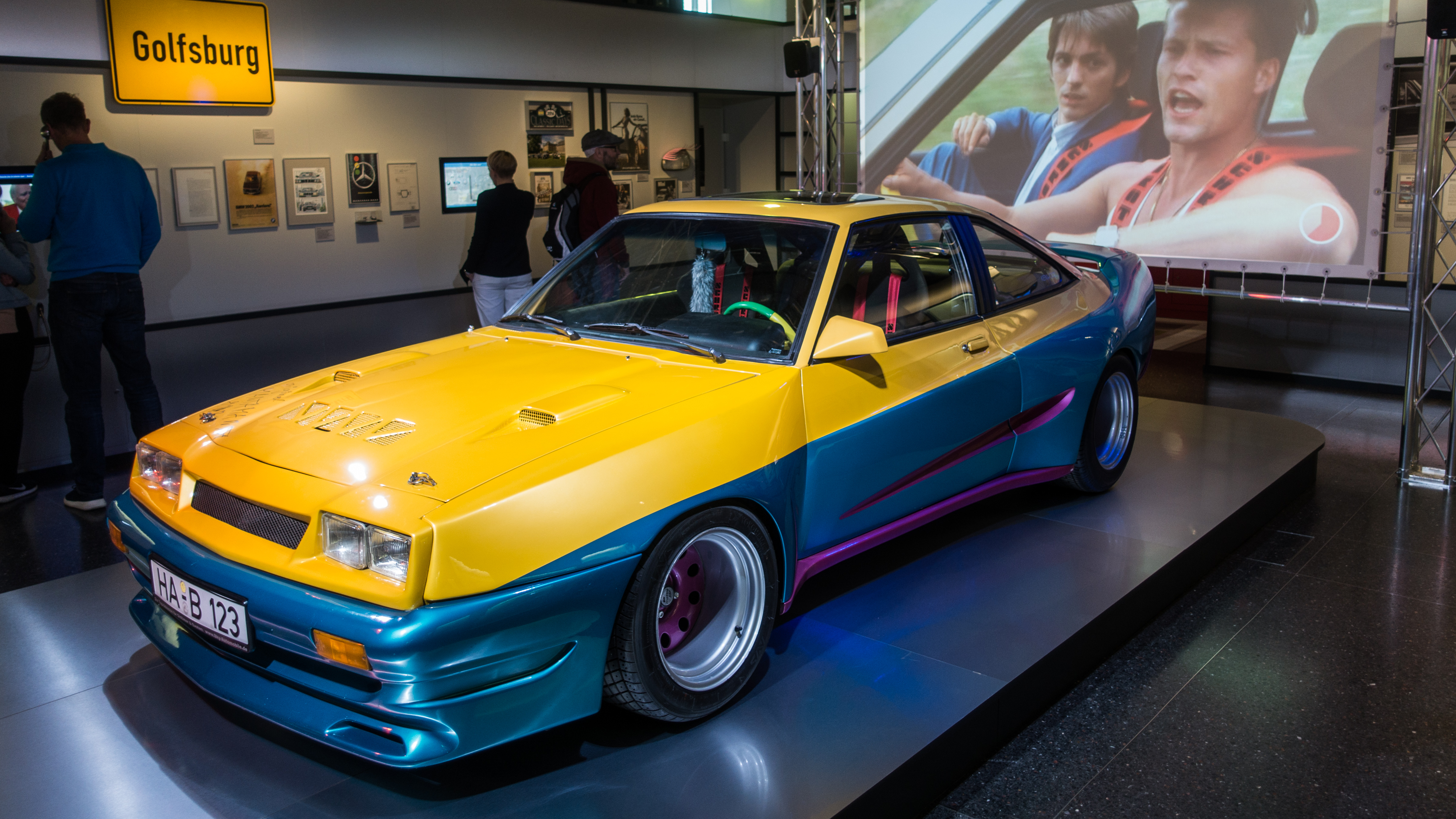
Opel Manta B aus dem Film Manta Manta

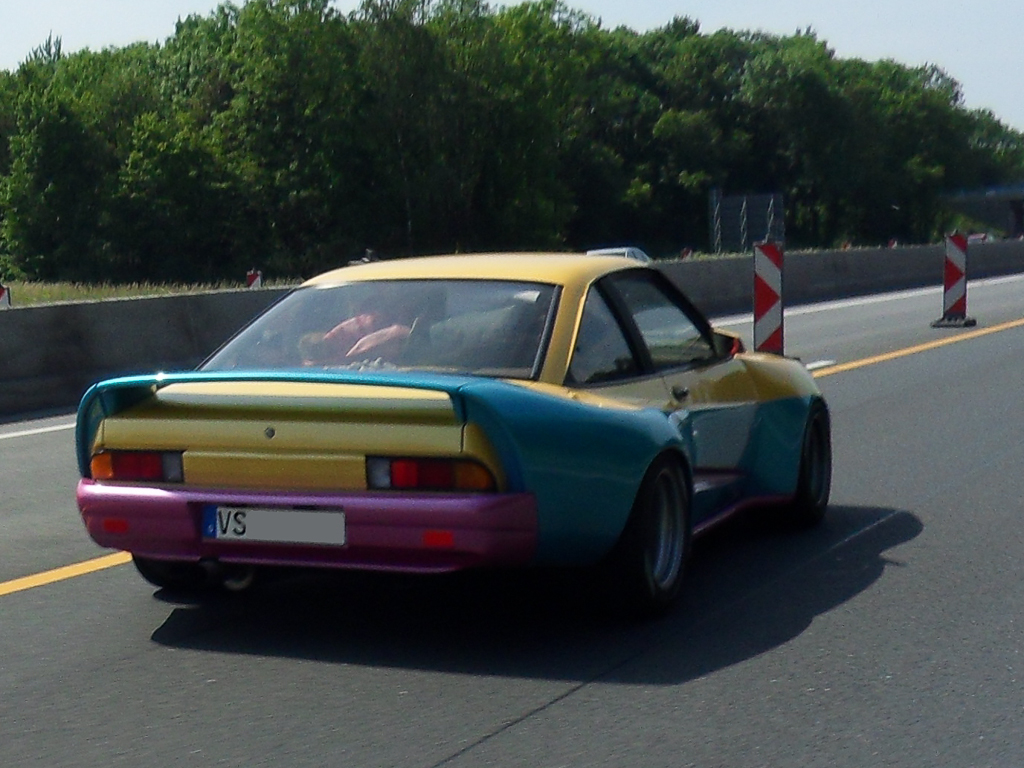
Opel Manta B mit Mattig-Breitbau

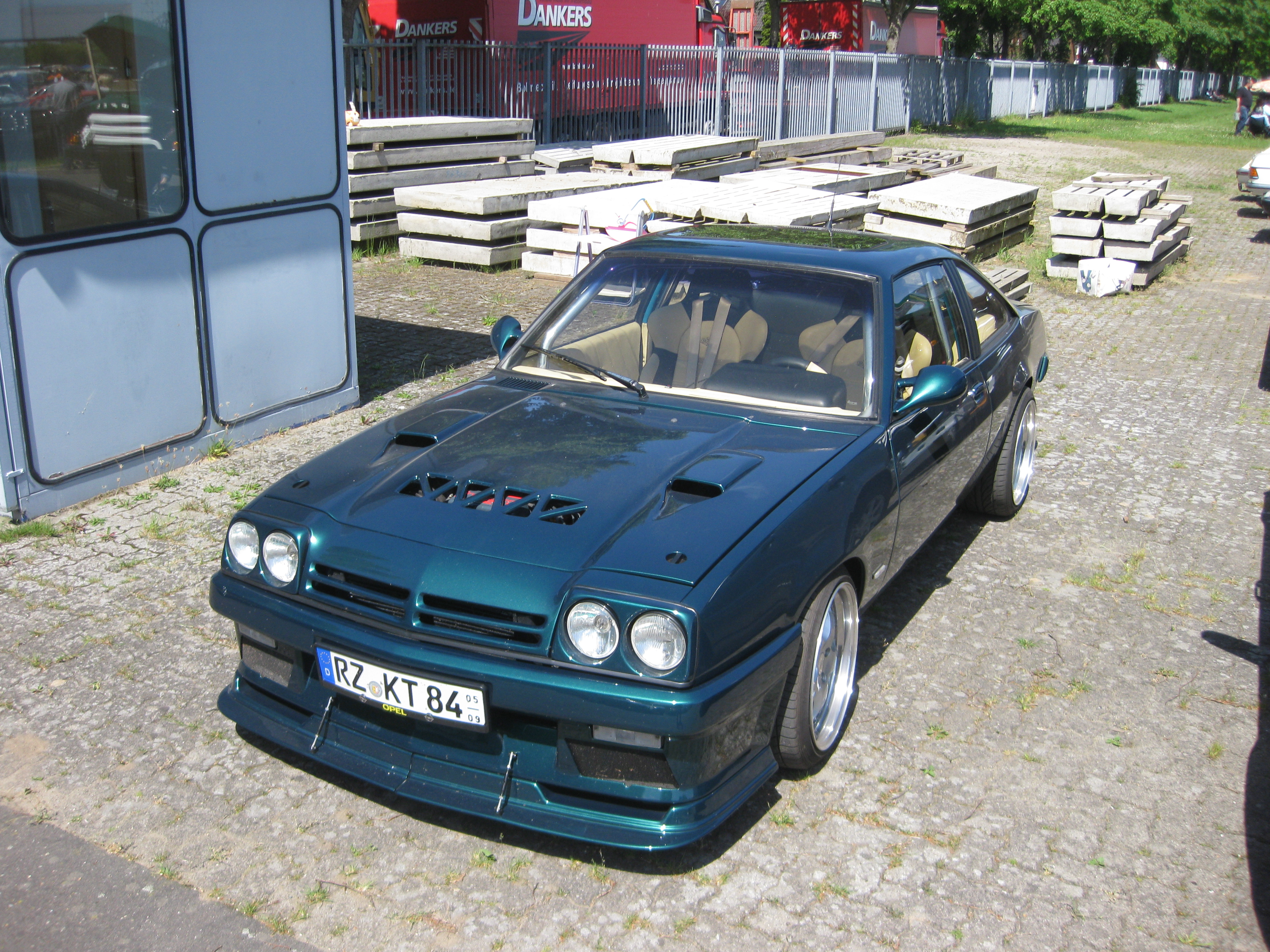
Getunter Opel Manta B

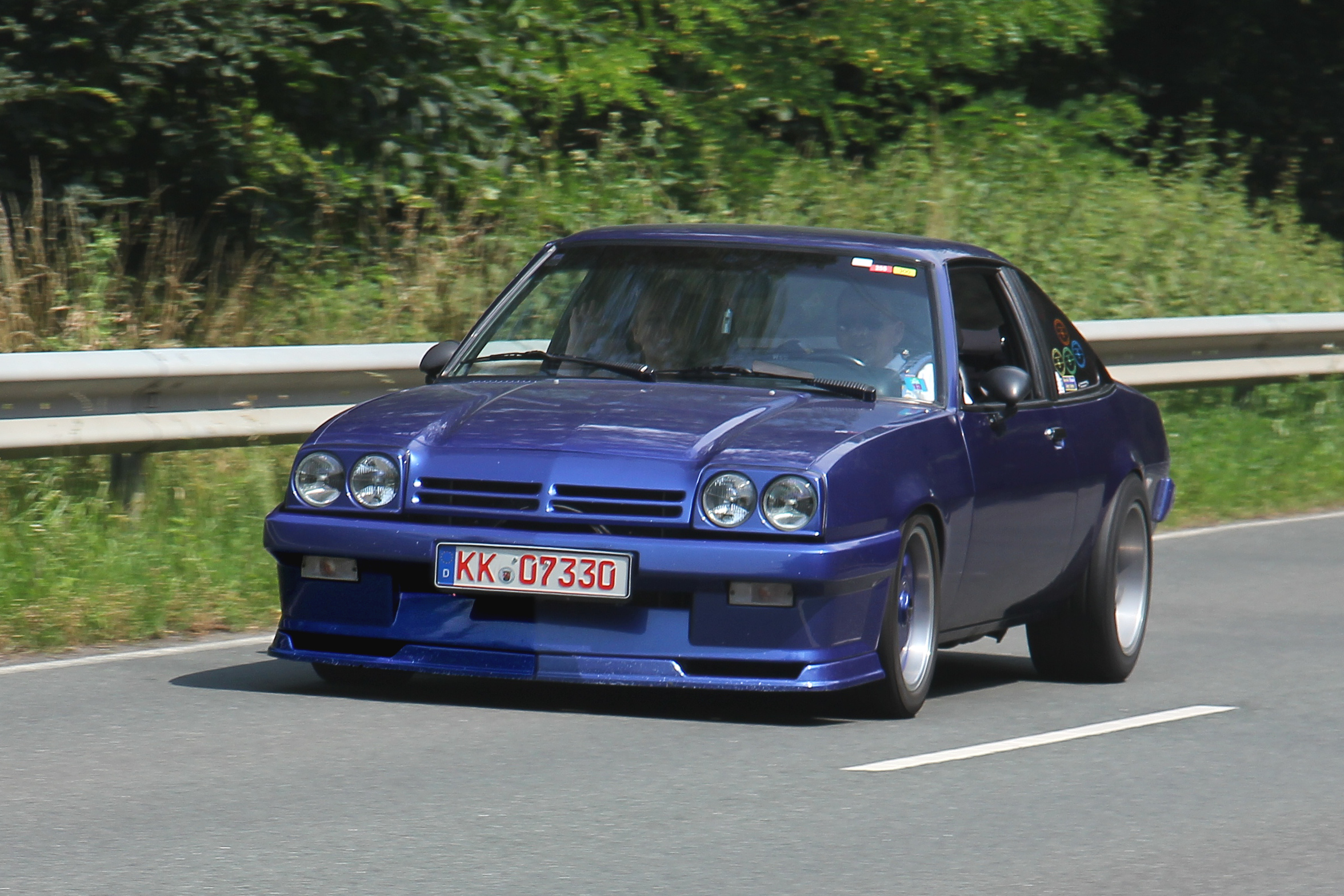
Getunter Manta unterwegs

Besonders der Manta B wurde in den 1980er- und 1990er-Jahren zum Kultobjekt von Tuningfreunden.
Filmisch wurden dem Manta und seinen Fahrern mit Manta Manta und Manta – Der Film (beide 1991) Denkmale gesetzt, oft mit eher ironisch-abwertendem Charakter. Ein Originalexemplar wurde von März 2017 bis Januar 2018 in einer Sonderausstellung im Haus der Geschichte in Bonn gezeigt.
Lieder – zum Beispiel Manta von Norbert & die Feiglinge – und unzählige Mantawitze entstanden über den Manta-Fahrer als eines der verbreitetsten und hochstilisiertesten Stereotype für diese Art von Proll. Fuchsschwanz an der Antenne, Sixpack Bier auf dem Rücksitz und Blondine, von Beruf Friseuse, auf dem Beifahrersitz gehörten zum Klischee. Der Manta-Fahrer sprach Ruhrpott-Slang, hat(te) ein niedriges Bildungsniveau, machohaftes Verhalten, trug Cowboystiefel, hielt bei jedem Wetter den Ellenbogen aus dem Fenster und hatte viele weitere von anderen als Peinlichkeiten betrachtete Eigenschaften. Die Interjektionen Boah und ey galten als meistbenutzte Begriffe aus seinem Wortschatz.
In der Wetten, dass..? Folge vom 2. März 1991 gab es eine Wette, die mindestens zehn Manta-Fahrer namens Manni (Manfred) mit einer Freundin, deren Beruf Friseuse ist dazu aufforderte ins Studio zu kommen. Die Wette wurde gewonnen, im Studio wurden sogar die Namen der Fahrer per Ausweis überprüft.
Im Motorsport erlangte ein Manta B Kultstatus, der seit dem 23. April 1994 regelmäßig am 24-Stunden-Rennen auf dem Nürburgring teilnimmt. Es ist ein Fahrzeug des Baujahres 1981, das dank Teilen aus kohlenstofffaserverstärktem Kunststoff leer 930 kg wiegt und durch Erhöhung des Hubraums von 1,8 auf 2 Liter sowie weiterem Motortuning etwa 165 kW (225 PS) leistet. Weiteres Ausstattungsmerkmal des unter anderen vom Besitzer Hans-Olaf Beckmann und dem ehemaligen DTM-Fahrer Volker Strycek pilotierten Wagens ist der Fuchsschwanz an der Dachantenne. Auch nach dem Ende von Kissling Motorsport 2019 wird der Manta weiter gefahren, selbst 2023, nachdem der Wagen ausgebrannt war.
Der Bekanntheitsgrad des Opel Mantas wurde zwischen 2007 und 2012 durch den Einsatz in den Filmen und Fernsehfolgen der niederländischen Comedy-Truppe New Kids bei einer jüngeren Generation verstärkt.
In den letzten Jahren ist die Präsenz des Mantas in der deutschen Tuningszene stark rückläufig. Gut erhaltene Fahrzeuge, insbesondere GT/E, erzielen immer höhere Preise. Insbesondere durch die H-Zulassung sind sie zu beliebten Sammlerobjekten geworden.
Zum 13. April 2017 gab das Bundesministerium der Finanzen in Deutschland eine Sondermarke der Briefmarkenserie klassische deutsche Automobile zu einem Nennwert von 0,90 Euro aus, auf der der Opel Manta A abgebildet ist.

## Bestand in Deutschland
Aufgeführt ist der Bestand an Opel Manta in Deutschland zum 1. Januar (bis 2000: 1. Juli) ausgewählter Jahre laut Kraftfahrt-Bundesamt. Vor dem 1. März 2007 enthielt der Fahrzeugbestand außer der Anzahl der angemeldeten Fahrzeuge auch die Anzahl der vorübergehenden Stilllegungen. Seit dem 1. März 2007 enthält der Fahrzeugbestand lediglich den fließenden Verkehr einschließlich der Saisonkennzeichen.
| Stichtag     | Anzahl         |
| ------------ | -------------- |
| 1. Juli 1992 | 122.141        |
| 1. Jan. 2005 | min. 6.932 (1) |
| 1. Jan. 2008 | 3.942          |
| 1. Jan. 2009 | 3.889 (2)      |
| 1. Jan. 2010 | 3.871          |
| 1. Jan. 2011 | 3.836          |
| 1. Jan. 2013 | 3.787          |
| 1. Jan. 2015 | 3.749          |

Nach dem Abschlussbericht des Bundesamtes für Wirtschaft und Ausfuhrkontrolle wurden 18 Opel Manta im Zuge der Abwrackprämie zwischen dem 27. Januar 2009 und dem 31. Juli 2010 verschrottet.